# Zeustempel (Olympia)

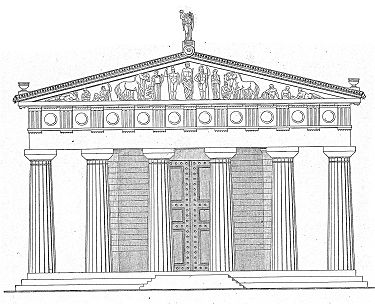
Ostfassade des Zeustempels in Olympia, Rekonstruktion

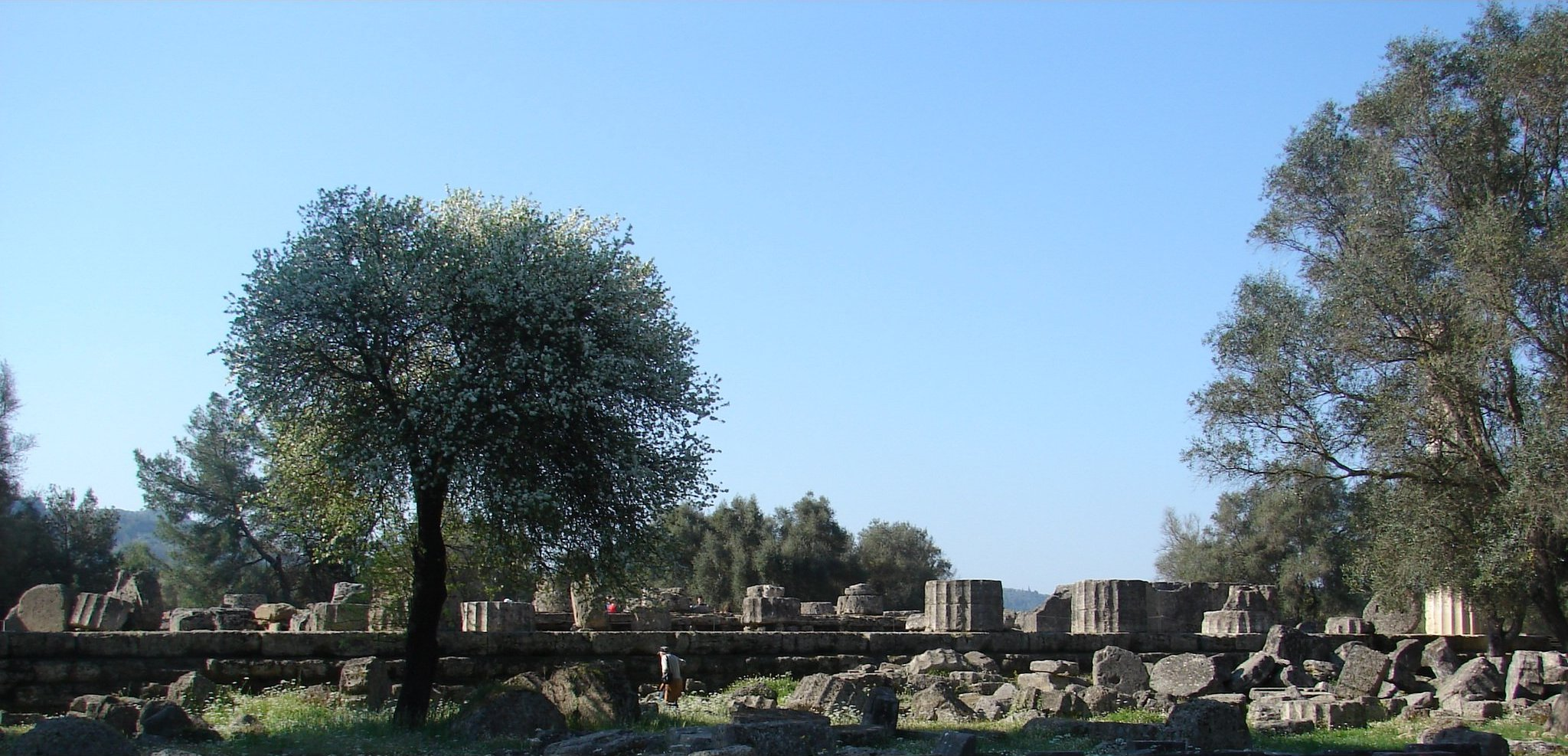
Zeustempel im Jahr 2006

Der Zeustempel von Olympia war der dominierende Bau im olympischen Heiligtum und wurde in den Jahren von etwa 480/470 bis 456 v. Chr. errichtet. Der etwa 64 Meter lange, 28 Meter breite und 20 Meter hohe Tempel zählt zu den bedeutendsten Bauwerken der frühklassischen Architektur. Er war der größte Tempel auf der Peloponnes und zur Zeit seiner Errichtung der größte Tempel des griechischen Mutterlandes überhaupt. Am fünften Tag der Olympischen Spiele zogen alle Athleten und Zuschauer in feierlicher Prozession dorthin, um auf dem religiösen Höhepunkt der Spiele am nördlich des Tempels gelegenen Brandaltar des Zeus Rinder zu opfern, die anschließend in einem gemeinsamen Festschmaus verspeist wurden.

## Geschichte

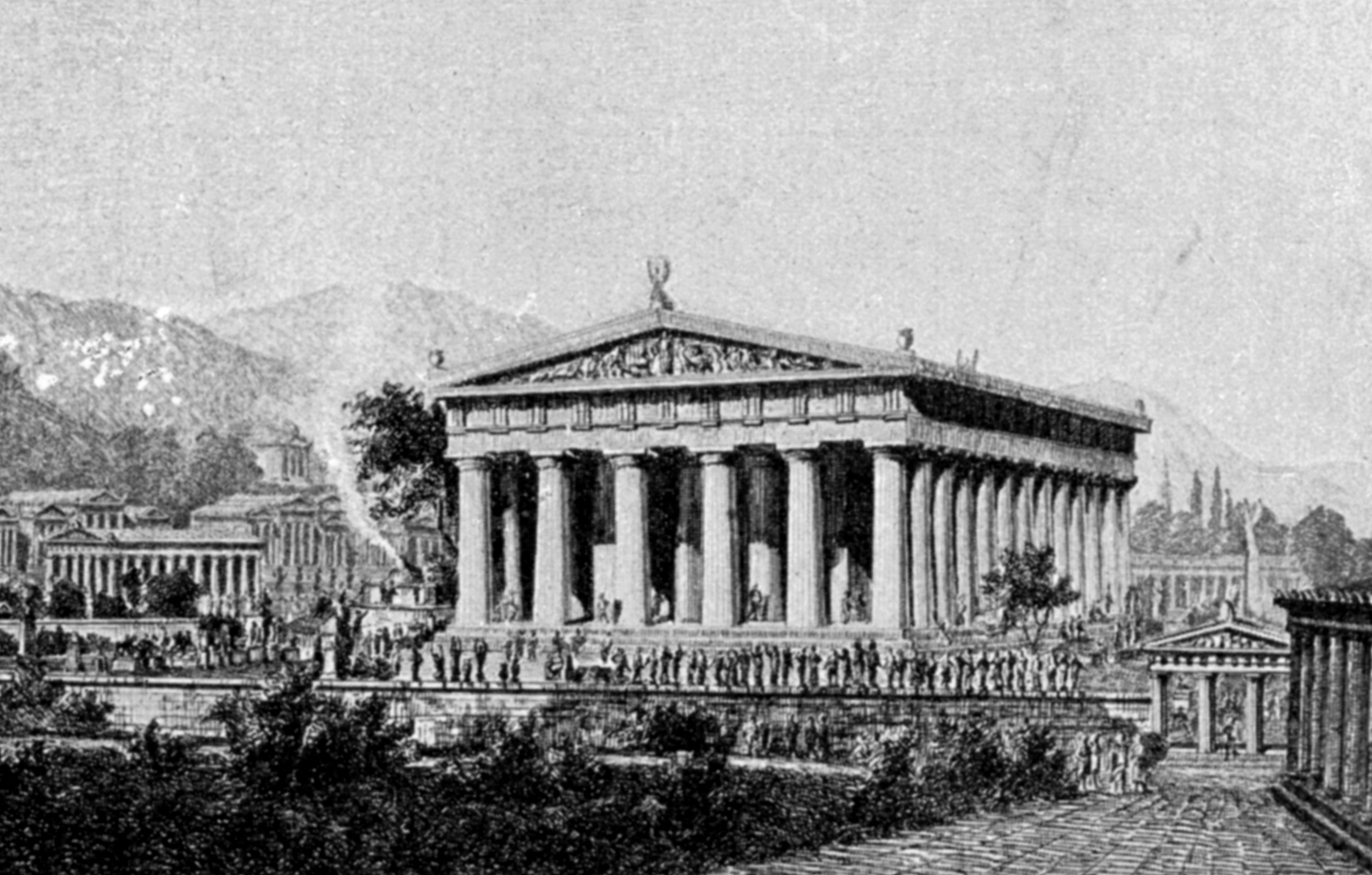
Rekonstruktion des Zeustempels (um 1900)

Zwischen etwa 480/470 und 456 v. Chr. leitete der ansonsten unbekannte und angeblich aus der Gegend stammende Libon die Bauarbeiten an dem Zeustempel. Im Allgemeinen folgt man der Angabe des Pausanias, der Tempel und das Bildnis des Zeus (ἐποιήθη δὲ ὁ ναὸς καὶ τὸ ἄγαλμα τῷ Διὶ) seien aus der Beute eines Sieges, den die Eleer um das Jahr 472 v. Chr. über Pisa errungen hatten, errichtet worden. Die Urheberschaft der Eleer muss hingegen angesichts der immensen Kosten, die mit mehreren Hundert Talenten für Tempel und Statue des Zeus veranschlagt werden kann, zweifelhaft bleiben. Der hierfür notwendige Reichtum der Stadt lässt sich trotz intensiver archäologischer Forschungen in Elis nicht erkennen, was ebenso für die besiegte Pisatis gilt. Zudem wurde Pisa bereits hundert Jahre früher, also 572 v. Chr., während der Herrschaft des Pyrrhos von Elis zerschlagen und einverleibt. Von einer Neugründung Pisas vor jener des 4. Jahrhunderts v. Chr., die zur Schlacht auf der Altis führte, ist jedoch nichts bekannt. Implizit oder explizit wird davon ausgegangen, dass die Eleer bestenfalls den Tempel, nicht aber noch das fast zwei Jahrzehnte später geschaffene Zeusbildnis finanzieren konnten.
Im Jahr 456 v. Chr. muss der Tempel soweit fertiggestellt gewesen sein, dass die Spartaner einen goldenen Schild samt Stiftungsinschrift am Fries der Tempelfront anbringen lassen konnten. Sie lautete nach Pausanias:

„Ναὸς μὲν φιάλαν χρυσέαν ἔχει, ἐκ δὲ Τανάγρας

τοὶ Λακεδαιμόνιοι συμμαχία τ᾽ ἀνέθεν

δῶρον ἀπ᾽ Ἀργείων καὶ Ἀθαναίων καὶ Ἰώνων,

τὰν δεκάταν νίκας εἵνεκα τῶ πολέμω.“

„Der Tempel hat einen goldenen Schild, aus Tanagra

weihten die Lakedaimonier und ihre Bundesgenossen

ein Geschenk von den Argivern und Athenern und Ioniern

den Zehnten für den Sieg im Krieg.“

Die Schlacht von Tanagra, in der die Spartaner im ersten Peloponnesischen Krieg die Athener und deren Verbündete besiegten, fand 457 v. Chr. statt. Dieses Datum ist der einzige gesicherte Zeitpunkt, der mit der Errichtung des Tempels verbunden werden kann.

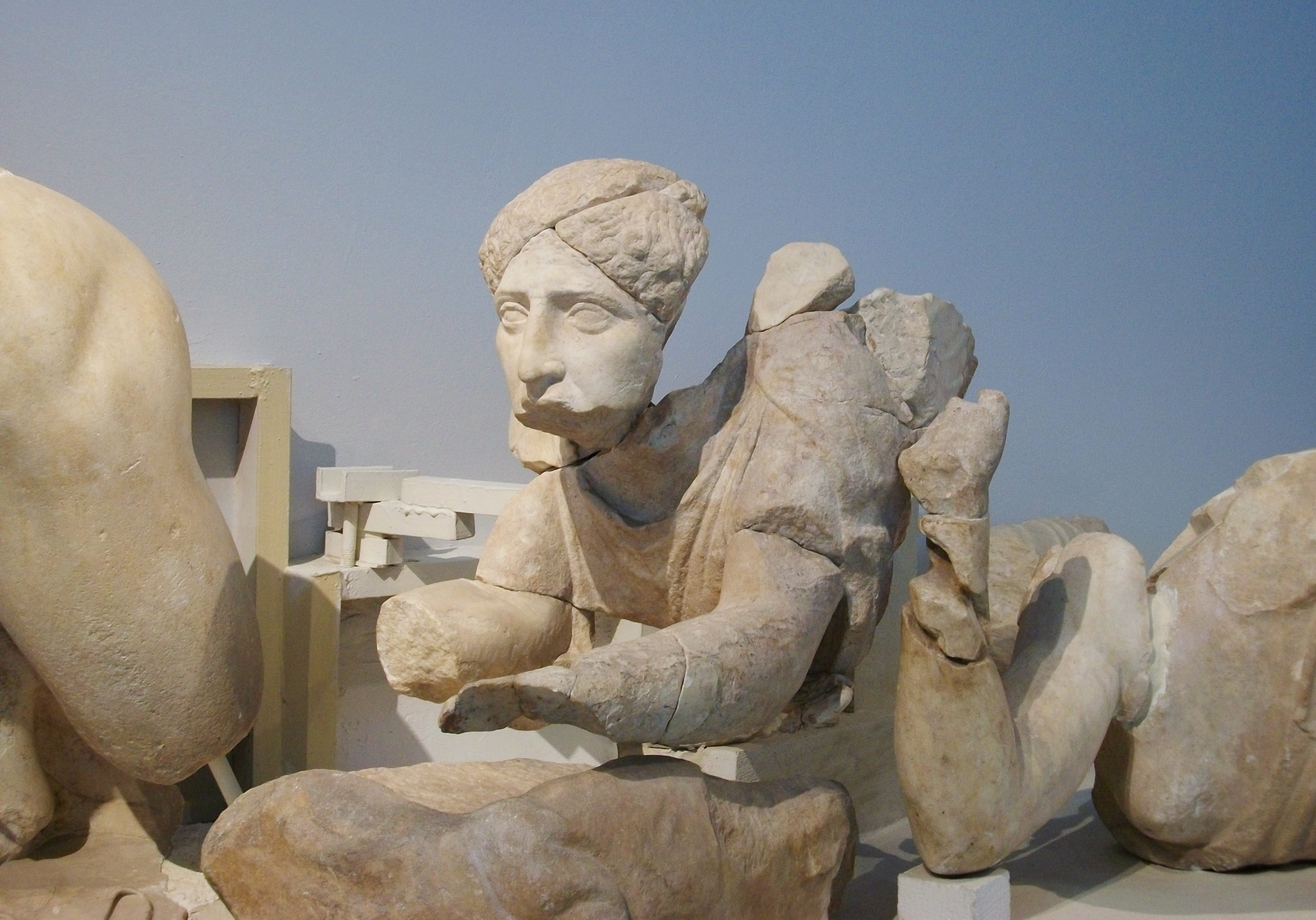
Antike Ersatzfigur aus dem Westgiebel

Nach 438 v. Chr. begann der Bildhauer Phidias das kolossale Zeusbild des Tempels aus Gold und Elfenbein zu fertigen. In diesem Zusammenhang gestaltete man den Innenraum des Tempels tiefgreifend um, wofür sogar die Säulen abgebaut und in verändertem Achsabstand neu errichtet wurden. Der Tempel muss bereits im 4. Jahrhundert v. Chr. erheblichen Reparaturen unterworfen gewesen sein, vermutlich in der Folge des Erdbebens von 374 v. Chr. Bauteile des Zeustempels wurden in den Fundamenten der Echohalle und in einem später aufgegebenen Hallenfundament gefunden. Teile des Gebälks der Ostfassade wurden in späterer Reparatur in der Westfassade verbaut. Teilweise müssen ganze Gebäudeteile ab- und wieder aufgebaut worden sein, insbesondere auch die östliche Vorhalle vor der Cella. Ausbesserungen und Erneuerungen betrafen auch die Giebelfiguren. Mindestens 37 Säulentrommeln des Tempels selbst wurden zu Gebälkstücken umgearbeitet und am Tempel wieder eingesetzt, gleiches gilt für 17 Gebälkstücke, die nach einer Umarbeitung als Säulentrommeln am Tempel wiederverwandt wurden. Auch in der Zeit Agrippas, vor allem aber unter Diokletian fanden größere Instandhaltungsarbeiten statt.
Der Tempel stand aber bis ins 6. Jahrhundert n. Chr. aufrecht. Theodosius I. ordnete zwar 391 n. Chr. die Schließung aller heidnischer Kultplätze an, jedoch wurde der Kultbetrieb in Olympia wohl bis zum Anfang des 5. Jahrhunderts n. Chr. aufrechterhalten. Dass Theodosius II. die Olympischen Spiele im Jahr 426 verbot, lässt sich nicht beweisen. Möglicherweise führte lediglich ein Tempelbrand während der Regierungszeit Theodosius’ II., von dem die Scholia in Lucianum berichten, zum Ende der Spiele. Zwei Erdbeben in den Jahren 522 und 551 zerstörten den Tempel dann endgültig, warfen die Säulen in die Positionen, in denen sie heute noch überwiegend zu sehen sind. In der Zeit bis zu seiner Ausgrabung wurde die Ruine von Bewohnern der Gegend mit schlichten Häusern und Gebäuden teilweise überbaut, Steinraub setzte der Ruine ebenfalls zu. Im Laufe der Jahrhunderte verschwand ein Großteil des Tempels unter den Ablagerungen des Alpheios und den Erdmassen des Kronoshügels, die infolge von Erdbeben immer wieder die Altis, den Heiligen Hain von Olympia, überdeckten.

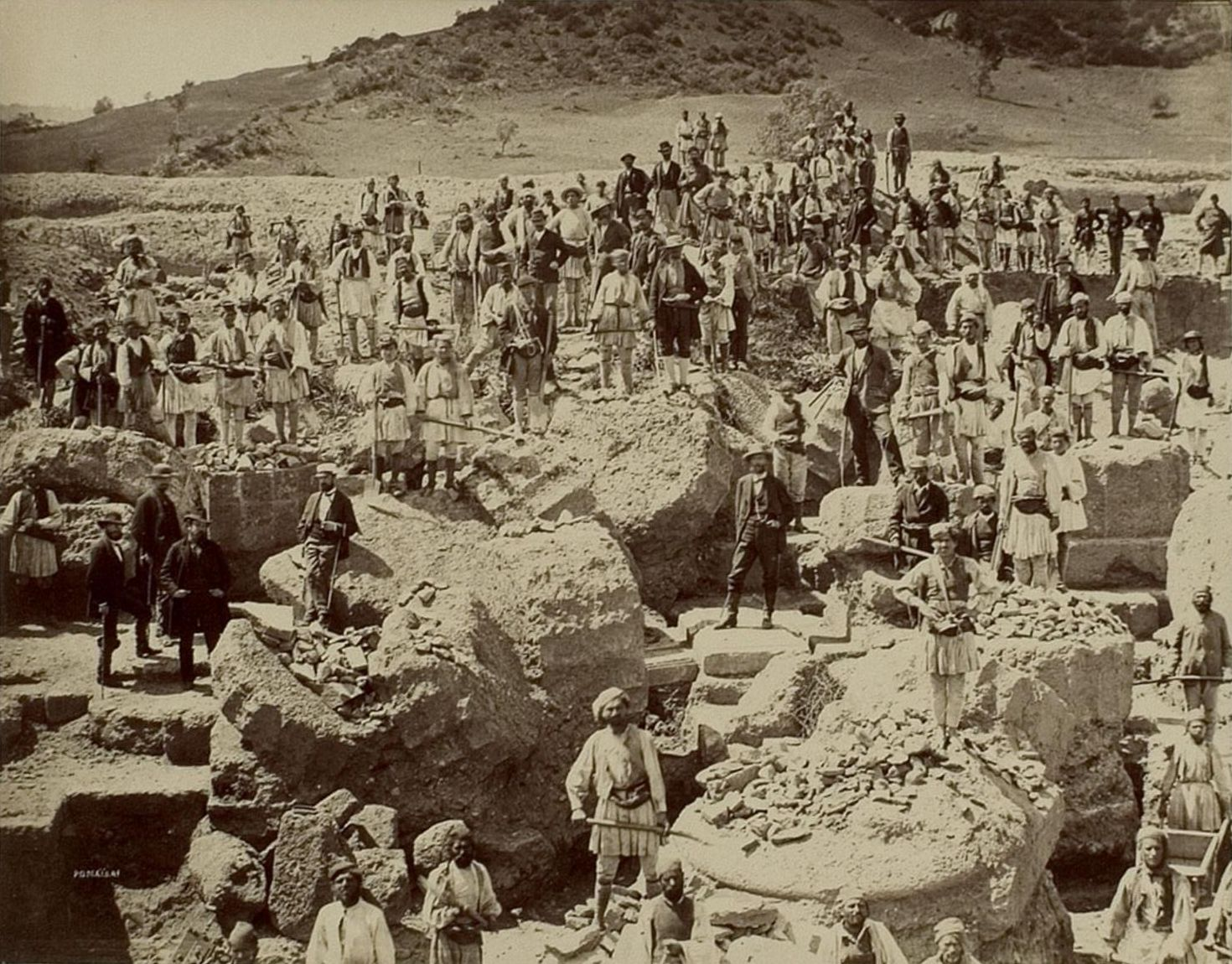
Zeustempel, Ausgrabung 1875/76

Ab 1806 setzten erste kleinere Ausgrabungen des Tempels ein, in großen Teilen freigelegt wurde er 1829 durch die französische Expédition scientifique de Morée. Systematische Untersuchungen des Zeustempels begannen aber erst mit Beginn der deutschen Ausgrabungen in Olympia im Jahre 1875, die zunächst bis 1881 dauerten. Zwischen 1906 und 1909 versuchte Wilhelm Dörpfeld durch weitere Nachgrabungen Probleme der Datierung zu klären, was ihm jedoch nicht gelang, so dass er in den Jahren 1921–1923 und 1927/28 neue Anstrengungen unternahm. Doch erst zu Beginn der 1940er Jahre, vor allem aber von 1952 bis 1966 konnten durch Einzelbeobachtungen und Untersuchungen etwa zu Proportion und Entwurf oder zu einzelnen Baugliedern wie den Löwenkopfwasserspeiern neue Erkenntnisse zu Architektur und Stellung des Zeustempels gewonnen werden.
Die aktuellen Forschungen des Deutschen Archäologischen Instituts widmen sich auf Grundlage neuerlich durchgeführter, exakter Vermessungen verschiedenen Fragen zu Maßsystem und Metrologie, zu Problemen der Cellagestaltung, zu Maßnahmen optischer Verfeinerung sowie zu Umfang und Datierung nachweisbarer Reparaturtätigkeiten. Insgesamt wird eine der heutigen Zeit adäquate Publikation des Zeustempels angestrebt.

## Architektur

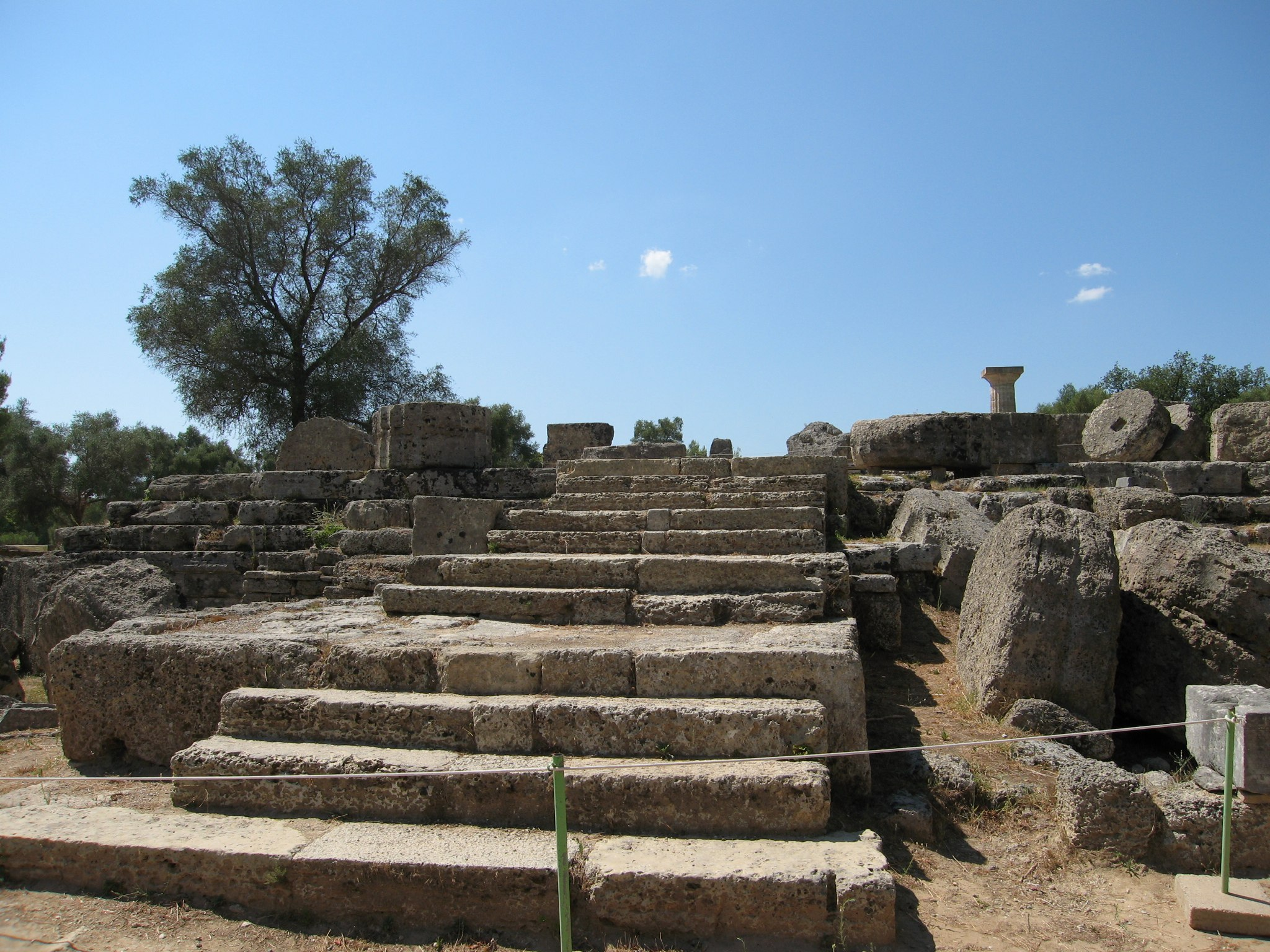
Unterbau und Aufgang der Ostseite des Zeustempels

Von dem Tempel ist eine ausreichende Anzahl an Baugliedern erhalten, um sein einstiges Aussehen weitgehend rekonstruieren zu können. Als Baumaterial diente ganz überwiegend ein in der Umgebung von Olympia anstehender poröser Muschelkalk, der trotz seiner groben Oberflächenstruktur äußerst exakt geschnitten und verarbeitet wurde. Alle sichtbaren Oberflächen wurden mit einem dünnen, nur etwa 1 mm starken Stuck überzogen und einzelne Bauglieder farbig gefasst. Besondere Bauglieder wie Dach und Dachränder, Giebelfiguren und reliefierte Bauteile wurden in Marmor ausgeführt.

### Unterbau
Der Bau erhob sich auf einem über 3 Meter hohen Fundament, das ringsum bis zur Oberkante der Euthynterie als oberster und bereits halb sichtbarer Lage des verdeckten Fundaments mit Erde angeschüttet wurde. Es folgte ein dreistufiger Unterbau, die Krepis, dessen untere Stufenhöhen 48 Zentimeter betrugen, während die oberste Stufe, die zugleich den Stylobat, das heißt die Standfläche der Säulen, bildete, um 8 Zentimeter erhöht und somit besonders betont wurde. Die Krepis hatte eine Gesamthöhe von 1,52 Metern. Der Tempel erhob sich somit optisch auf einem künstlich geschaffenen Hügel, der ihn über das übrige Gelände der Altis hinaushob und seine Bedeutung unterstrich. Eine Rampe in der Mitte der östlichen Tempelfront erleichterte den Zugang.

### Grundriss

Olympia, Grundriss des Zeustempels

Auf der Stufe des Stylobats hatte der langrechteckige Tempel eine Größe von 27,68 × 64,12 Metern und war somit der größte nachweisbare Tempel auf der Peloponnes. Der Tempel hatte eine Peristasis genannte Ringhalle von 6 × 13 Säulen, war also ein hexastyler Peripteros. Die Säulen der Front waren hierbei mit einem unteren Durchmesser von 2,256 Metern leicht stärker gebildet als die Säulen der Langseiten von 2,231 Metern. Die Achsabstand der Säulen, das Joch, betrug 5,22 Meter, wurde an den Ecksäulen jedoch um 43 Zentimeter reduziert, um mittels dieser Kontraktion den dorischen Eckkonflikt auszugleichen.
Im Gegensatz zu älteren Tempeln wurde der 46,84 × 16,39 Meter große Naos schlüssig in das Jochsystem der Säulenstellung eingebunden. Die Außenseiten der Naoswände lagen in den Säulenachsen der zweiten und fünften Frontsäulen. Der Naos wies eine Vorhalle, den Pronaos, und eine rückwärtige Halle, den Opisthodom, auf, die jeweils von Anten gefasst und mit je zwei Säulen in antis von der Peristase abgesetzt wurden. Die Antenstirnen fluchteten mittig in das zweite und elfte Joch der Langseiten. Dadurch ergaben sich Breiten der Ptera, also den Umgängen der Peristase, von 3,24 Metern an den Langseiten, aber 6,22 Metern an den Schmalseiten. Gedeckt war deren Boden ursprünglich mit quadratischen Porosplatten, die man später mit einem Mörtelestrich überdeckte. In römischer Zeit wurde der Boden mit sechseckigen Achaten ausgelegt, von denen sich Reste im östlichen Pteron erhalten haben.
Der 13,06 × 28,74 Meter große Innenraum der Cella war durch zweistöckige Säulenstellungen in drei Schiffe geteilt, wobei das etwa 6,65 Meter breite Mittelschiff doppelt so breit war wie die Seitenschiffe. Die Säulenstellungen im Innern der Cella korrespondierten nicht mit denen der Ringhalle, unterlagen also ihrem eigenen Rhythmus und Proportionssystem, das vom Außenbau gelöst war. Das hintere Drittel des Mittelschiffs wurde in ganzer Breite von der 6,65 × 9,93 Meter großen Basis, die das kolossale Sitzbild des Zeus trug, eingenommen. Im mittleren Drittel befand sich ein großes Becken aus dunkelgrauen bis schwarz-bläulichen Platten eleusinischen Kalksteins, die von weißem Marmor eingefasst wurden.

### Aufriss

#### Ringhalle
Die aufgehende Architektur des Tempels war dorischer Ordnung. Keine Säule ist mit allen Trommeln unversehrt erhalten, selbst an der Südsäule 5 von Westen ist die unterste Trommel beschädigt. Zwischen den mindestens 10,50 Meter hohen Säulen betrug der lichte Säulenabstand, das Interkolumnium, etwa 3 Meter. Die Säulen hatten einheitlich 20 Kanneluren, die mit scharfem Grat aneinanderstießen, an den Säulen der Front jedoch weniger tief gekehlt als an den übrigen Säulen waren. Sie verjüngten sich an den Fronten auf 1,78 Meter, an den Langseiten auf 1,685 Meter. Die hierdurch deutlich stärkere Gewichtung der Frontsäulen scheint eine Reminiszenz an ältere, archaische Proportionssysteme mit ihren immer deutlichen Frontbetonungen zu sein. Fortschrittlich ist hingegen die gedrungenere Form der mit nur einer leichten, Entasis genannten Wölbung gearbeiteten Säulen, deren Verhältnis von unterem Säulendurchmesser zu Säulenhöhe 1:4,7 betrug.

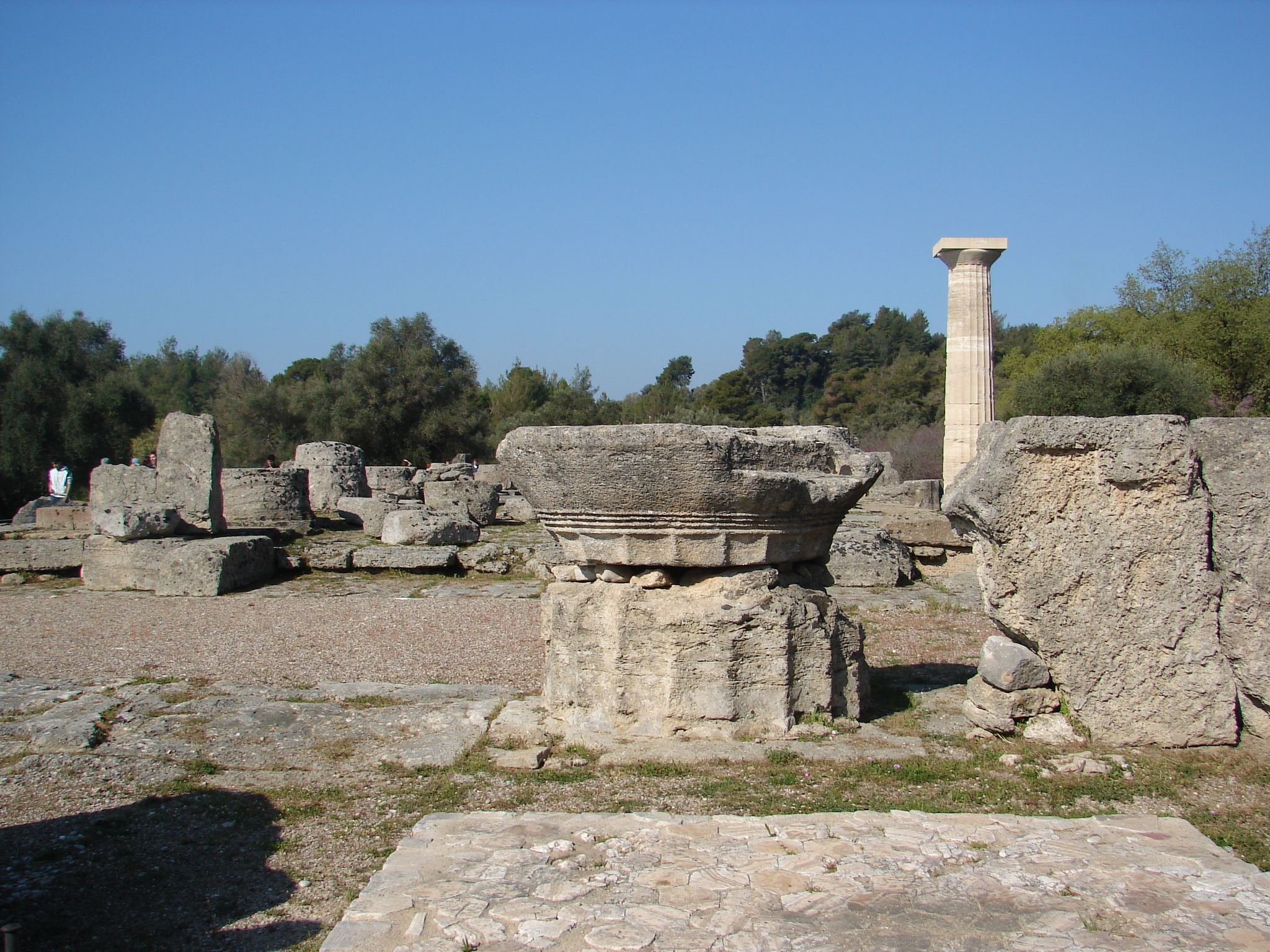
Kapitell des Zeustempels

An den Kapitellen lassen sich unterschiedliche Stilstufen ablesen, die eine Abfolge der Bearbeitung von der Front über die Rückseite zu den Langseiten nahelegen. Während das Polster der Kapitelle, der Echinus, an der Ostseite in mäßig konkaver Profilführung startet, um dann leicht konvex gewölbt in die Rundung der Kapitellschulter überzugehen, steigt der Echinus der Langseitenkapitelle in einem 45°-Winkel fast geradlinig zur Deckplatte des Kapitells, dem Abakus, an und bricht zur steil profilierten Schulter in kurzer Krümmung um. Während an der Ostseite die Werkstücke der Kapitelle in der obersten Rille der Anuli ansetzen, ist an den Langseiten ein größeres Stück des Säulenhalses dem Kapitell angearbeitet.
Auf den Säulen ruhten die über 5 Meter, an den Ecken 5,76 Meter langen und 1,77 Meter hohen Architravblöcke. Da die Gesamtstärke des Architravs über 1,96 Meter betrug, wurde seine Blöcke in drei gleich tiefen, hintereinander gestaffelten Platten gearbeitet. Der Architrav endete an seiner Oberkante in einem Band, unter dem sich Tropfenleisten, die Regulae, befanden. Darüber folgte der 1,74 Meter hohe dorische Fries mit seinen 1,06 Meter breiten Triglyphen und meist gesondert gefertigten, schmucklosen Metopen von durchschnittlich 1,55 Metern Breite. Je zwei Metopen kamen über einem Interkolumnium zu stehen, wobei die Triglyphen leicht aus den Säulenachsen nach außen verschoben waren. Notwendig wurde dies wohl durch die Verlängerung des Triglyphons infolge der sich im Laufe der Zeit einstellenden Außenneigung der südöstlichen Ecksäule. Spuren dieser Reparatur ließen sich unter den Werkstücken nachweisen. Lucius Mummius ließ 146 v. Chr. 20 goldene Schilde an den Metopen um den Tempel herum anbringen, eine Stiftung aus seiner Beute nach der Zerstörung Korinths.

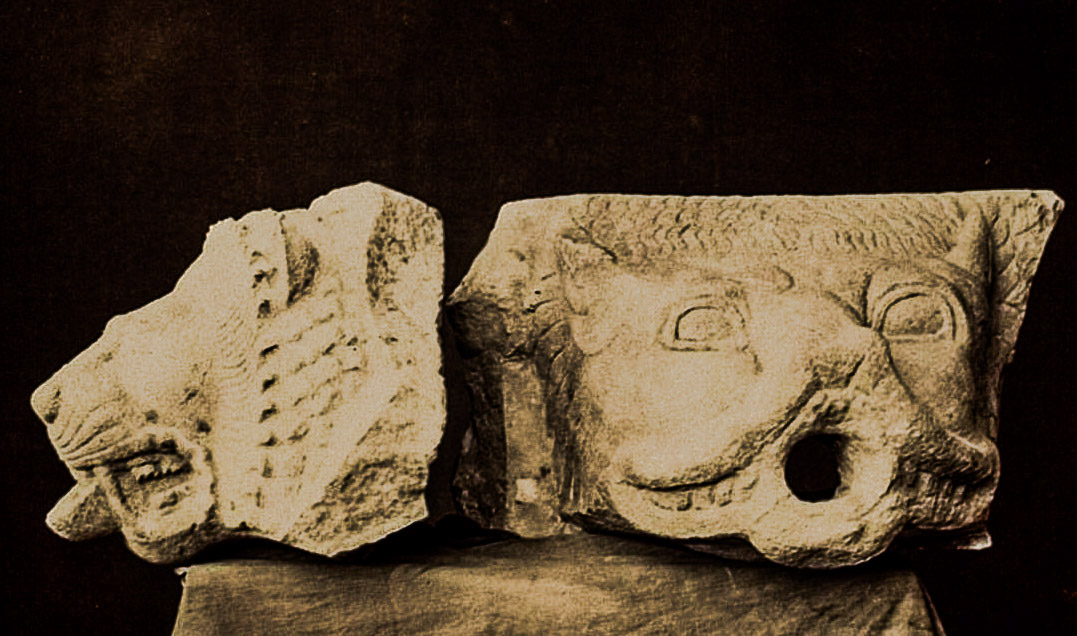
Löwenkopfwasserspeier vom Zeustempel.

Ein 64,5 Zentimeter hohes und 84 Zentimeter überhängendes Geison, dessen mit dem Triglyphon korrespondierende Tropfenplatten, Mutuli, je 3 × 6 Tropfen aufwiesen, schloss das Gebälk ab. Die darüber folgende Sima besaß über jeder Mutulusplatte einen Wasserspeier in Form eines Löwenkopfes und war wie das ganze korinthische Dach ursprünglich aus parischem Marmor gefertigt, bei späteren Reparaturen teilweise durch Werkstücke aus pentelischem Marmor ersetzt.
Die Giebelfelder, die der Aufnahme vielfiguriger Figurengruppen dienten, hatten an der Ostseite eine Tiefe von 1,01 Metern, an der Westseite hingegen von nur 0,90 Metern. Die Basis der Tympanon genannten Giebelfelder hatte eine lichte Weite von etwa 26,50 Metern, die Giebelmitte war im Lichten etwa 3,34 Meter hoch. 40 Zentimeter hohe Schräggeisa mit folgendem dorischen Kymation als Wassernase schlossen die Giebel nach oben ab. Eine Plinthe auf dem Horizontalgeison der Fronten diente der Aufstellung der Giebelfiguren. Diesbezügliche Stemmlöcher an der Ostseite zeugen von den damit verbundenen Arbeiten und Anstrengungen. Die giebelseitigen Horizontalgeisa besaßen keinen weiteren Abschluss in Form eines Kymation.
Bekrönt wurde der von Krepis bis First etwa 20 Meter hohe Tempel, was recht genau die Angabe des Pausanias von 68 Fuß (= 20,13 Meter) bestätigt, von Akroteren, und zwar in Form goldener Dreifüße an den Giebelecken, in Form von goldenen Niken auf den Enden des Firsts. Die Niken wurden inschriftlich gesichert von dem Bildhauer Paionios im späten 5. Jahrhundert v. Chr. gefertigt. Fragmente des Akroterkastens, der die Nike der Westseite trug, sind erhalten. Palmetten aus parischem Marmor, wohl mit den Wasserspeiern korrespondierend, schlossen den First ab. Reparaturstücke anderen Materials fanden sich auch von diesen Bauteilen.

#### Naos
Der 16,39 Meter breite Pronaos mit seinen 10,44 Meter hohen Anten und seinen zwei ebenso hohen dorischen Säulen trug wie sein Pendant auf der Rückseite einen 1,69 Meter hohen Architrav, dem ein 1,75 Meter hoher dorischer Fries folgte. Der Fries übertraf damit den Fries der Ringhalle leicht an Höhe. Seine Metopen waren figürlich geschmückt und zeigten in zweimal sechs Bildfeldern die zwölf Taten des Herakles. Beide Friesbestandteile waren hierbei schmaler gebildet als an der Ringhalle, im Fall der Metopen mit nur 1,43 Metern sogar deutlich. Pronaos und Opisthodom konnten mittels Gittern verschlossen werden. Durch eine 5,00 Meter breite Tür, die durch zweiflügelige, bronzene Türflügel geschlossen werden konnten, betrat man die Cella.
Deren unterste Wandschicht, die aus auf der Außenseite 1,75 Meter hohe Orthostaten gebildet wurde, ruhten auf einem in den Ptera etwa 8 Zentimeter hohen Toichobat. Im Innern der Cella betrug die sichtbare Höhe der Orthostaten jedoch nur 1,14 Meter, da der Fußboden der Cella gegenüber den Säulenumgängen der Peristase rund 60 Zentimeter höher lag.
Zwei Säulenstellungen zu je sieben dorischen Säulen mit einem unteren Durchmesser von 1,50 Meter teilten die Cella in drei Schiffe. Diese etwa 3,50 Meter weit auseinanderstehenden Säulen trugen einen Architrav, auf dem sich eine weitere, kleinere Säulenstellung erhob. Erst diese reichte bis an die Dachkonstruktion und diente dazu, die Weite der Cella durch die auf ihnen aufliegenden hölzernen Dachbalken zu überbrücken. Nachträglich scheint die Architravlage der Konstruktion einer Empore gedient zu haben, die man über Wendeltreppen zu Seiten der Tür erreichen konnte. Die diesbezügliche Notiz des Pausanias konnte durch den archäologischen Befund bestätigt werden. Die Seitenschiffe hatten eine lichte Weite von 1,47 Metern, bildeten also nur einen schmalen Gang, um sich dem wohl etwa 13 Meter hohen, sitzenden Zeus von der Seite zu nähern. Die Cellahöhe muss entsprechend etwas höher rekonstruiert werden.

### Entwurf und Kurvatur
Einige grundsätzliche Entwurfsmaße lassen sich aus dem Baubefund ermitteln. Eine grundlegende Festlegung beim Entwurf des Zeustempels war es, der Ringhalle auf Lang- und Schmalseiten eine einheitliche Jochweite zu geben. In der Ausführung wurde davon allerdings geringfügig abgewichen – um nicht mehr als etwa 1,5 cm bei einer Jochweite von über 5,20 m. Im Triglyphenfries (abwechselnde Triglyphen und Metopen) wird der Achsrhythmus verdoppelt, über den Säulen und über der Jochmitte ist jeweils eine Triglyphe angeordnet. Im Geison ist er wiederum verdoppelt, indem über jeder Triglyphe und jeder Metope jeweils ein Mutulus angeordnet ist. Die marmorne Dachdeckung schließlich verdoppelt abermals die Zahl der Elemente: auf eine Säulenjoch verteilen sich acht Flachziegelreihen. Die Halbierung lässt sich als ein zentrales Prinzip bei der Proportionierung des Baus beobachten. Sie findet sich auch in der Grundrissdisposition wieder, indem der Innenraum (die Cella) genau halb so lang wie der Stylobat der Ringhalle ist. Durch ihre mittige Anordnung ergibt sich so ein Schema von 1 : 2 : 1. Die strenge Ordnung erstreckt sich sogar auf die Anordnung der Skulpturen im Giebel, die sie auf die architektonische Gliederung im Triglyphenfries beziehen.
Welche Maßeinheit der Planung zu Grunde lag, ist in der Forschung bis heute umstritten. In Betracht kommt der etwa 32,6 cm lange, sogenannte pheidonische Fuß oder ein 32,04 cm langes Fußmaß, das bislang nur in Olympia festgestellt und daher Olympischer Fuß genannt wird.
Der Tempel weist eine leichte Kurvatur auf, das heißt, alle horizontalen Linien am Bau, vom Fundament bis zum Dachrand, steigen von den Ecken zur Mitte hin geringfügig an, an den Frontseiten um etwa 4 Zentimeter. Somit war kein sichtbares Bauglied der Tempelfronten zugerichtet wie ein zweites.
Richtungsweisend wurde das am Zeustempel festgelegte Verhältnis der Anzahl der Frontsäulen zu Langseitensäulen. Am Zeustempel von Olympia tritt erstmals die klassische Lösung griechischer Architekten entgegen, die in der Formel „Frontsäulen : Flankensäulen = n : (2n+1)“ zu fassen ist. Es folgten zahlreiche Tempel klassischer Zeit, deren Grundrissdisposition dieser Ratio unterworfen war.

## Plastischer Schmuck
Die Giebelskulpturen und die Metopen gehören zu den wichtigsten erhaltenen Vertretern des Strengen Stils und sind heute im Archäologischen Museum in Olympia ausgestellt, zwei der Metopen befinden sich ganz im Louvre, von einer dritten Metope der größere Teil.

### Giebel
Die Giebelfelder des Tempels waren mit Skulpturen aus parischem Marmor ausgestattet. Im Ostgiebel ist als Thema eine lokale Sage – die Wettfahrt zwischen Oinomaos und Pelops – dargestellt. Zeus erscheint in der Mitte als Schicksalsbestimmer. Im Westgiebel wird der Kampf der Lapithen gegen die Kentauren während der Hochzeit des Peirithoos wiedergegeben. Schicksal bestimmender Gott ist in diesem Giebelfeld Apollon. Viele der Figuren zeigen deutliche Zeichen der Unfertigkeit, an einigen sind klare Züge einer späteren Zeitstellung abzulesen, die sie als Ersatzstücke nach Reparaturen kennzeichnen.

#### Ostgiebel

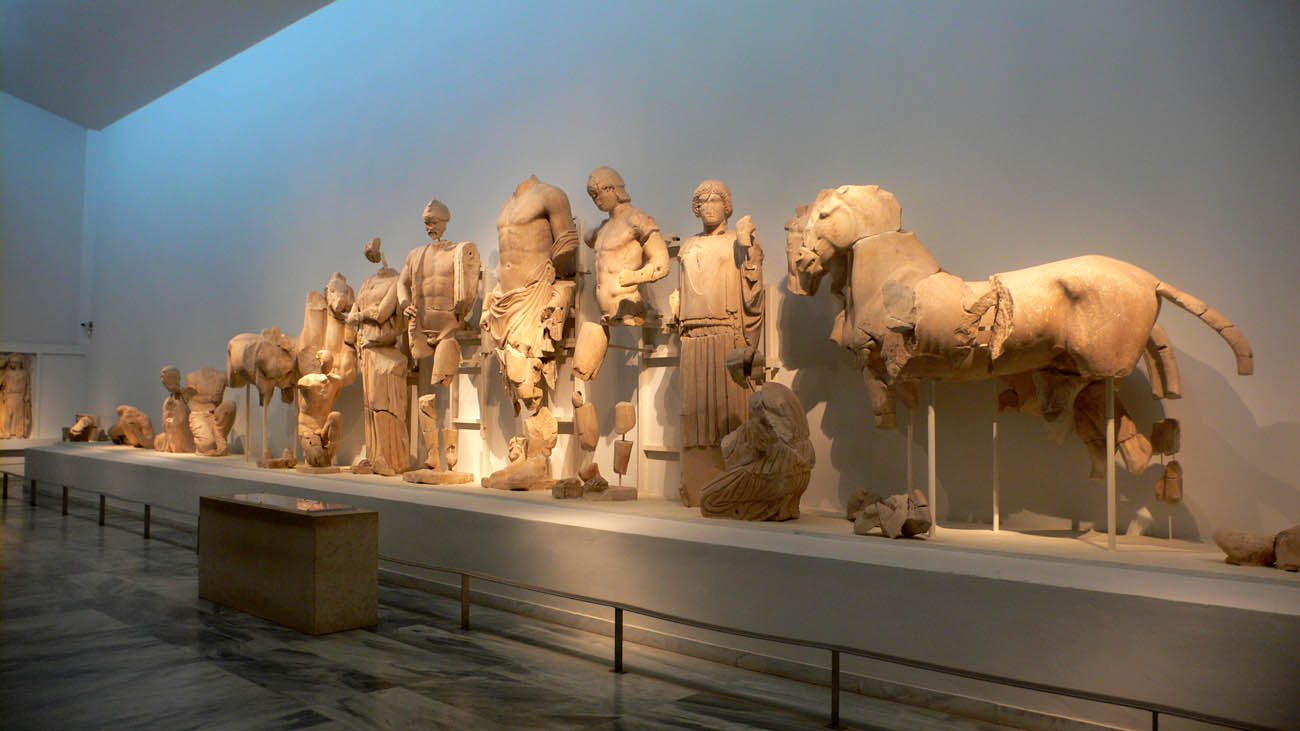
Ostgiebel des Zeustempels

Thema des Ostgiebels ist einer der zentralen Mythen Olympias: Die Wettfahrt des Pelops gegen Oinomaos, den König von Pisa und damit auch von Olympia. Oinomaos hatte von seinem Vater Ares pfeilschnelle Pferde geschenkt bekommen und versprach nun in herausfordernder Siegesgewissheit seine Tochter Hippodameia demjenigen, der ihn im Wagenrennen bezwinge. Dem Verlierer aber drohte der Tod, so wie Oinomaos selbst laut einem Orakelspruch aus Delphi der Tod drohte, würde er besiegt werden. Nachdem bereits viele Freier ihr Leben lassen mussten, kam nun Pelops nach Pisa, um sich der Aufgabe zu stellen.
Die vielfigurige und von Pausanias beschriebene Giebelkomposition greift den Moment vor dem Rennen auf. Um die Anordnung der Figuren wird seit mehr als hundert Jahren gestritten, da die Figurenfragmente durch Steinräuber und frühe Reisende verstreut waren. Sicher ist, dass Zeus das Zentrum der Komposition einnahm. Er steht ruhig mit entblößtem Oberkörper und wendet sich leicht zu seiner Rechten. Sein Urteil, die Entscheidung über den Sieg, ist längst gefallen. Auch der Betrachter kannte den Ausgang der Geschichte.
Rechts des Gottes stand laut Pausanias Oinomaos, neben ihm seine Frau Sterope, die Tochter des Atlas. Ein Viergespann, vor dem der Wagenlenker des Oinomaos, Myrtilos, kniete, schloss sich zum Giebelende hin an. Dahinter eine weitere Person, dann ein Greis, wohl der Seher des Oinomaos, schließlich der Flussgott des bei Olympia in den Alpheios mündenten Kladeos.
Auf der anderen Seite des Gottes stand Pelops, gefolgt von Hippodameia, dann dem Wagengespann des Pelops samt einem Wagenlenker, dessen Name laut Pausanias’ Quellen Sphairos oder Killas lautete. Zwei weitere Personen folgten, die rechte wiederum ein greiser, sich in den Bart fassender Seher. Im Zwickel des Giebelfeldes abermals ein gelagerter Flussgott, der seine Aufmerksamkeit dem Geschehen in der Mitte zuwendet. Laut Pausanias handelt es sich um Alpheios.
Die Diskussion der Anordnung entspann sich zunächst um die Frage, ob Pausanias den Giebel aus Sicht der Figuren oder aus Sicht des Betrachters beschrieb. Anhand der Flussgötter, der eine alt und bärtig und folglich der reife, große Alpheios, der andere jugendlich, also der noch junge Gebirgsfluss Kladeos, konnte die Frage zugunsten der Betrachtersicht entschieden werden. Auch topographisch fließt der Alpheios südlich, der Kladeos nördlich des Heiligtums und Tempels.
Entgegen der heutigen Aufstellung der Giebelfiguren im Archäologischen Museum von Olympia standen folglich Oinomaos vom Betrachter aus rechts, Pelops links des Zeus. Ihm wendet sich Zeus zu, wenn auch von Pelops nicht wahrgenommen. Unsichtbar steht Zeus im gespannten Augenblick vor dem Rennen, das Pelops gewinnen wird. Strittiger noch war und ist bis heute die Zuordnung der weiblichen Figuren. Die immer wiederkehrende Frage lautet: Ist der Gestus der einen weiblichen Figur, die mit ihrer Linken ein Stück ihres Gewandes auf der Schulter zupft, als Brautgestus oder als Kennzeichen der verheirateten Frau zu deuten, kennzeichnen die zierlich gelockten Stirnhaare dieser weiblichen Figur die zur Hochzeit geschmückte Braut oder ist die Frisur Kennzeichen königlichen Ornats, herrischer Haltung, die sich auch in der steifen Haltung wiederfindet. Andererseits: Sollen der aufgestützte Kopf, der vor die Brust geführte rechte Arm und das fast aufgelöste Gewand der anderen weiblichen Figur die Trauernde, das heißt die zukünftige Witwe darstellen? Die eigentlich tragische Gestalt der Szenerie ist Hippodameia, die ihren Vater verlieren wird, um ihren Ehemann zu bekommen.
Pausanias schreibt die Figuren der Ostseite (womöglich irrigerweise) Paionios zu, aus dessen Hand sicher die Akrotere (Akroteria) stammten, was inschriftlich belegt ist.
Wie Arnd Hennemeyer jedoch zuletzt zeigen konnte, wird der Tempel bereits um 400 v. Chr. durch ein starkes Erdbeben in Mitleidenschaft gezogen. Daher wäre es denkbar, dass zahlreiche zerstörte Giebelskulpturen ersetzt werden mussten. Diese umfangreichen Reparaturen an beiden Giebelfeldern sind folglich womöglich durch Alkamenes und Paionios ausgeführt worden.

Ostgiebel des Zeustempels
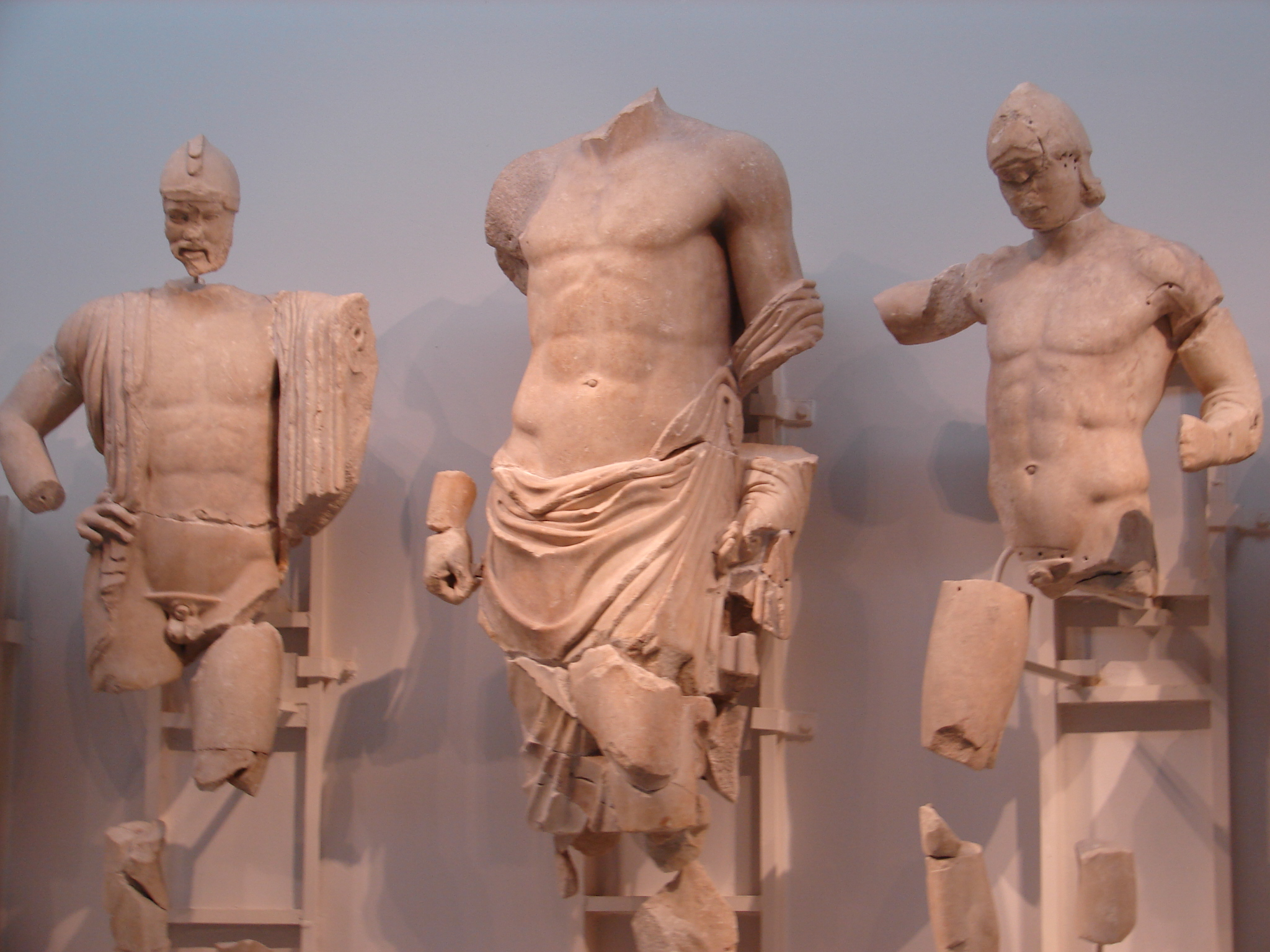
Mittelgruppe in der heutigen Aufstellung: links Oinomaos, Zeus, rechts Pelops
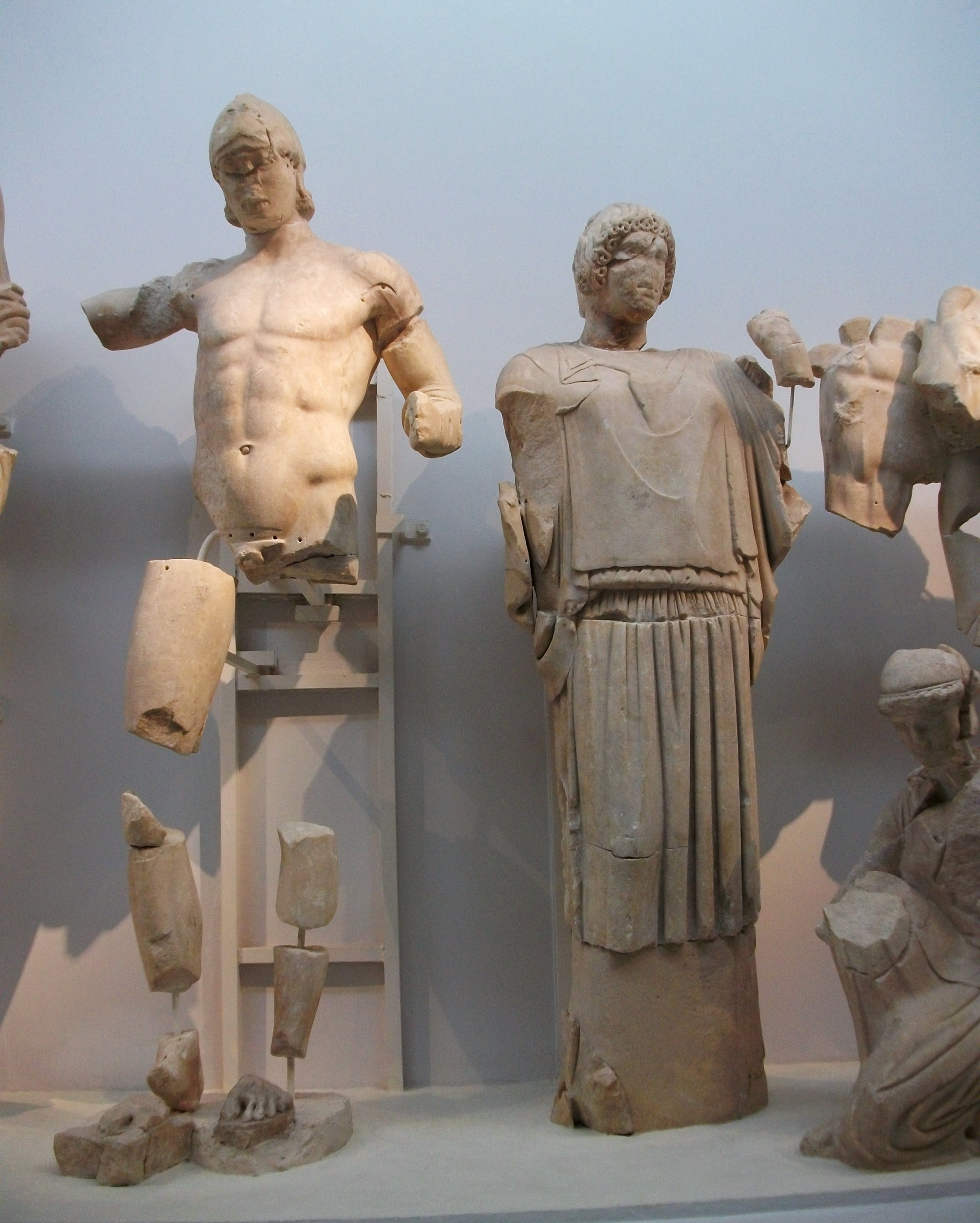
Pelops und eine der weiblichen Figuren
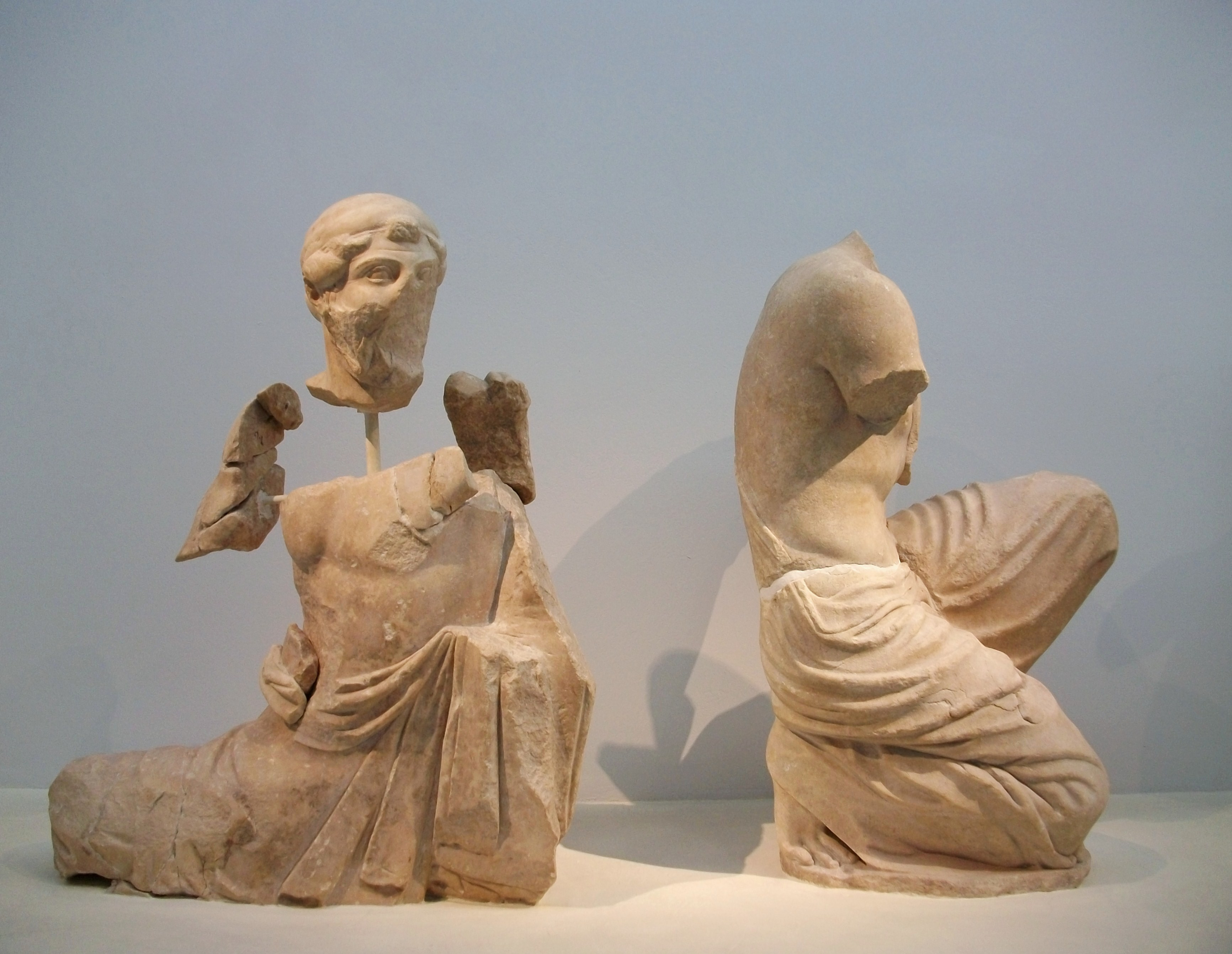
Seher und männliche Figur aus der linken Giebelhälfte
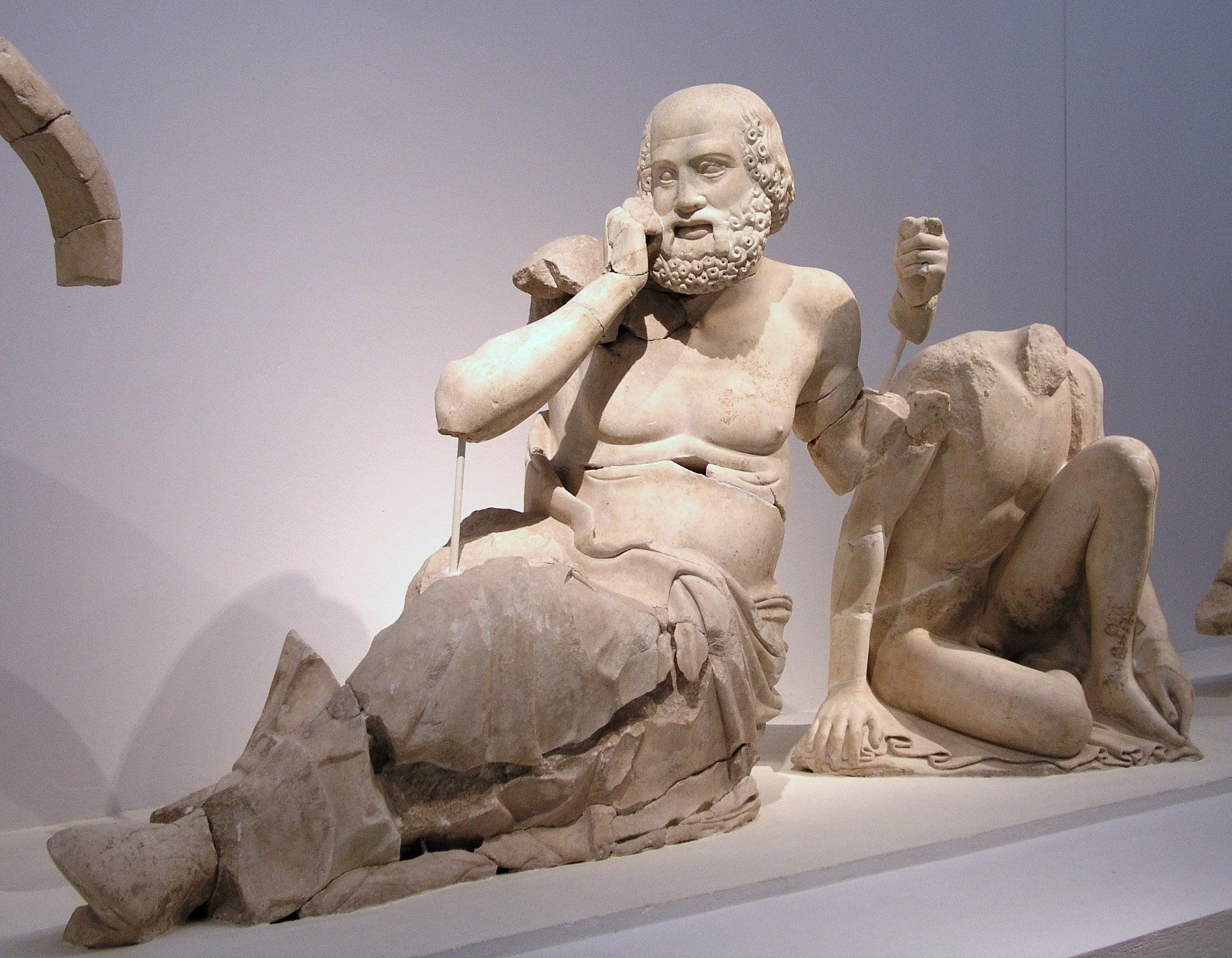
Seher und männliche Figur aus der rechten Giebelhälfte
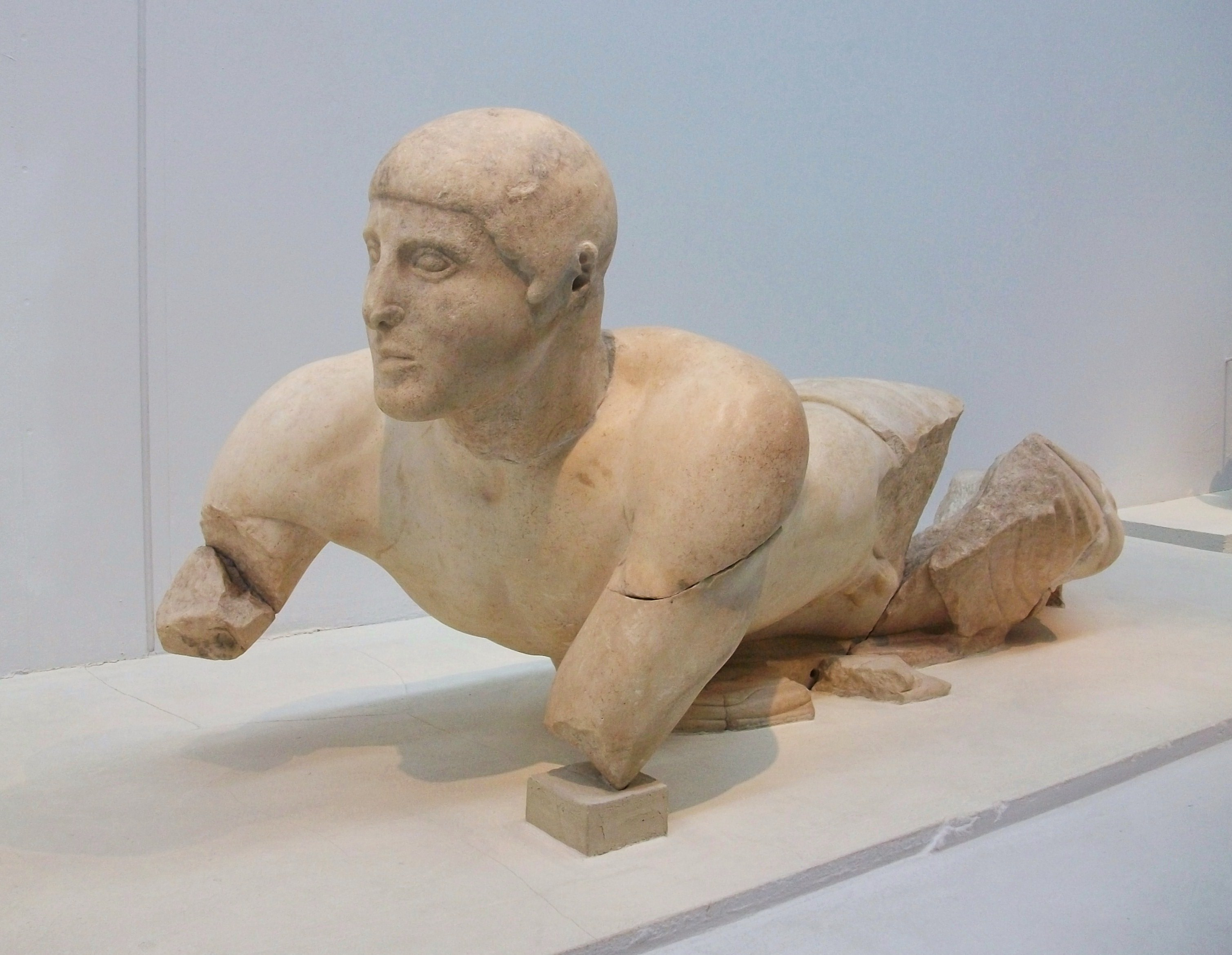
Der Flussgott Kladeos

#### Westgiebel

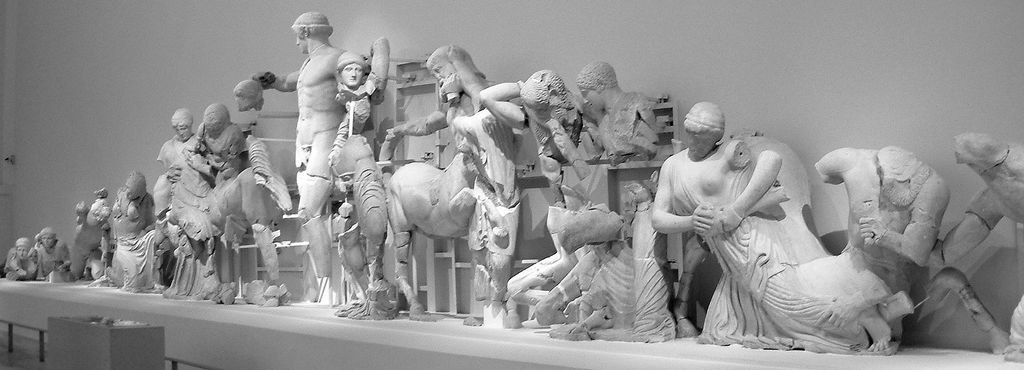
Westgiebel des Zeustempels

Aufgewühlt, bewegt, auch in der Aktion dramatisch ist die Komposition des Westgiebels. Auch hier dominiert ein unsichtbar gedachter Gott das Bildfeld in der Mitte: der 3,15 Meter große Apoll von Olympia. Thema der Darstellung ist der Kampf der Lapithen mit Unterstützung des Theseus und des Peirithoos gegen die Kentauren, die weinselig die Hochzeit des Peirithoos mit der Lapithin Hippodameia oder Deidameia störten. Peirithoos ist im olympischen Zusammenhang wohl der Sohn des Zeus, Theseus ein Enkel des Pelops. Beide führen ihre Kampfhandlung vom Gott weg in Richtung der Giebelzwickel. Auf beiden Seiten folgen je zwei Zweiergruppen; zunächst je ein Kentaur mit einer bedrängten Lapithin, dann ein Kentaur mit einem Lapithen, links in sexueller Annäherung, rechts einen Lapithen in den Arm beißend. Es schließt sich links wie rechts eine Dreiergruppe aus Kentaur, bedrängter Lapithin und zu Hilfe eilendem Lapithen an. Die Zwickel werden jeweils von zwei zuschauenden Lapithinnen gefüllt. Ein roher, wild bewegter, hin und her wogender Kampf mit Beißen und Reißen und Stechen, dessen Ausgang der anwesende Gott jedoch schon längst entschieden hat. War am Ostgiebel der ritualisierte Kampf in Form des Wagenrennens Thema, so ist hier der unzivilisierte Kampf der aus den Wolken geborenen Mischgestalten gegen das Geschlecht der Heroen dargestellt.

Westgiebel des Zeustempels
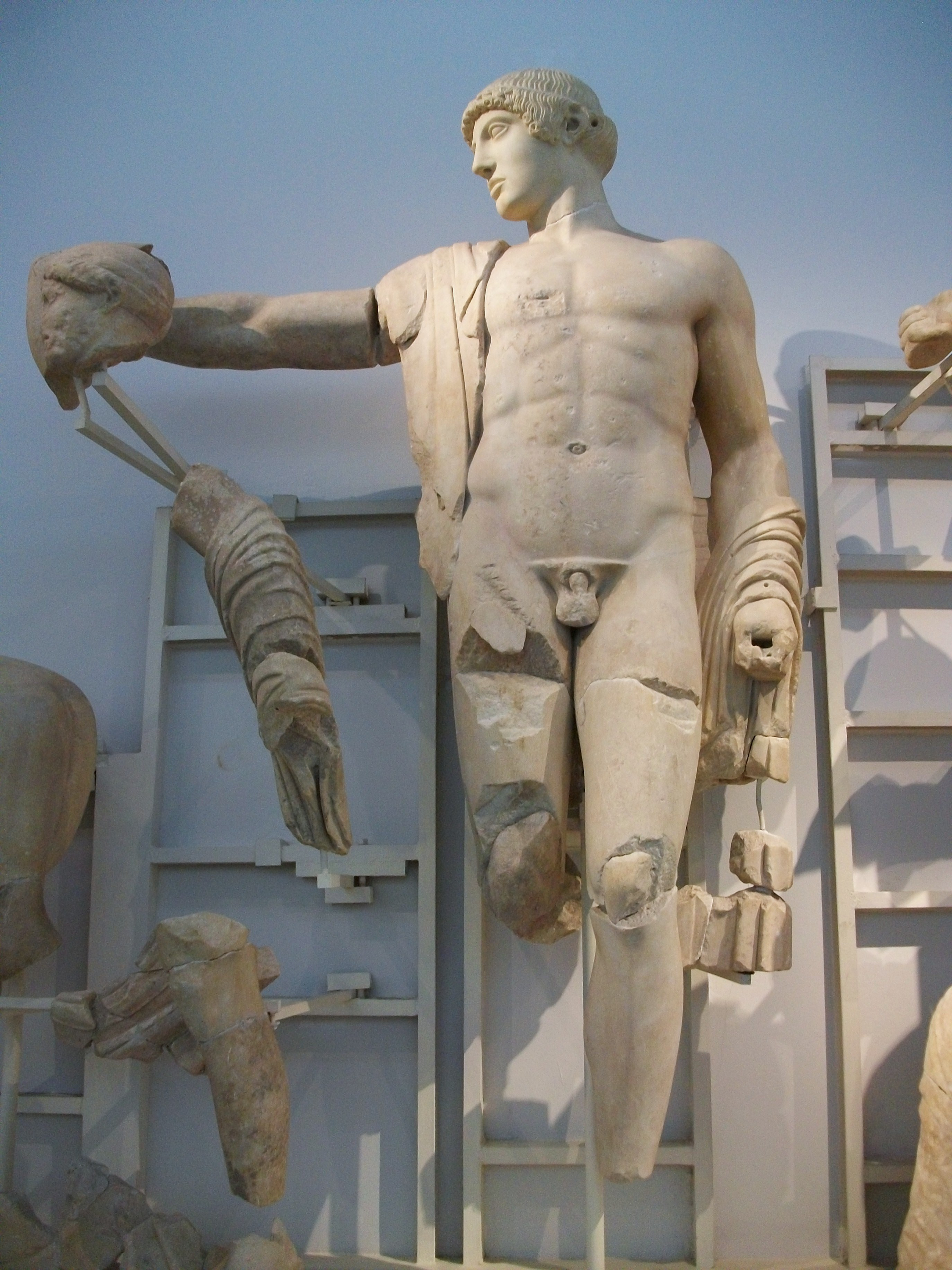
Apollon
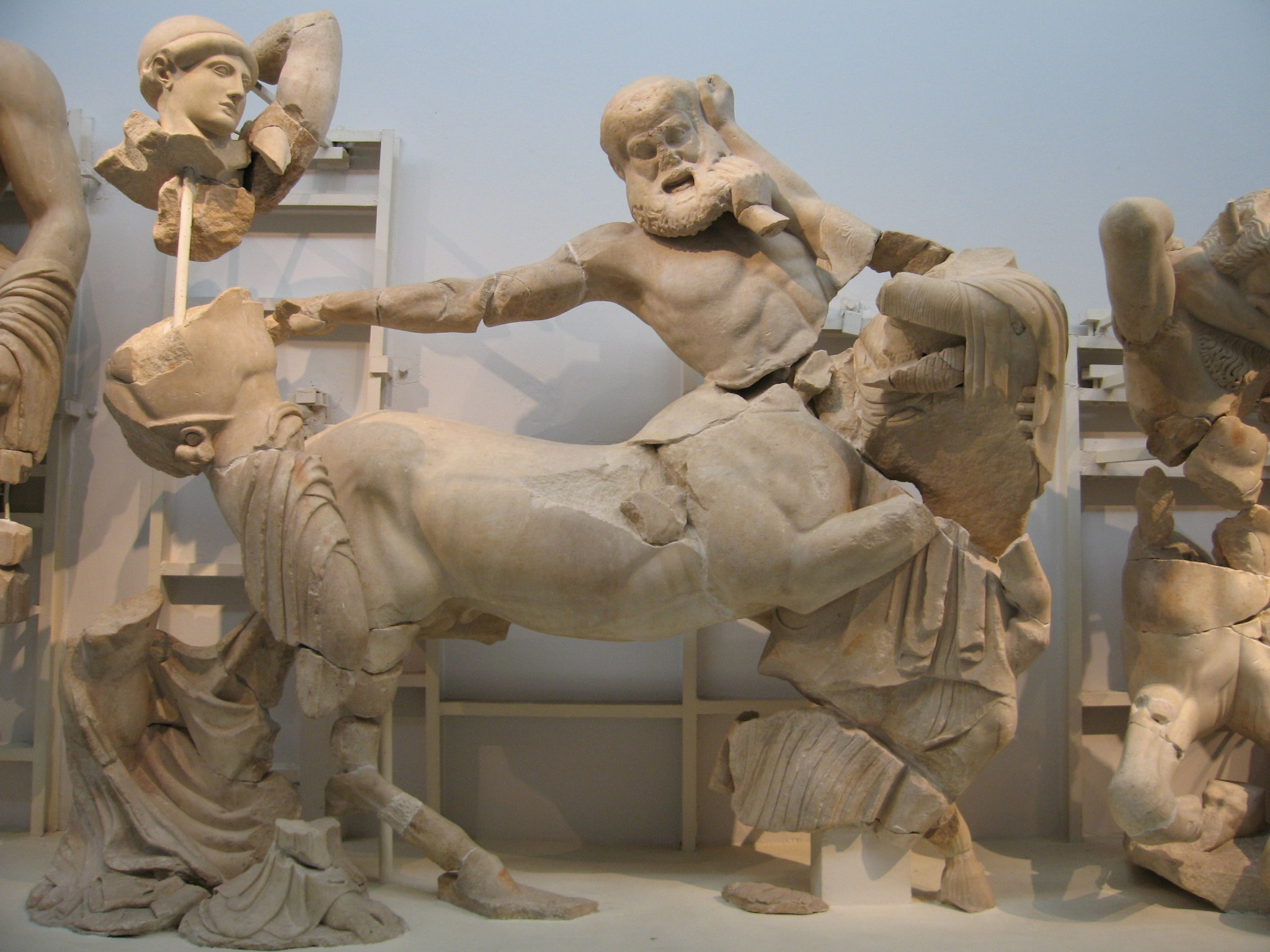
Theseus links und Zweiergruppe
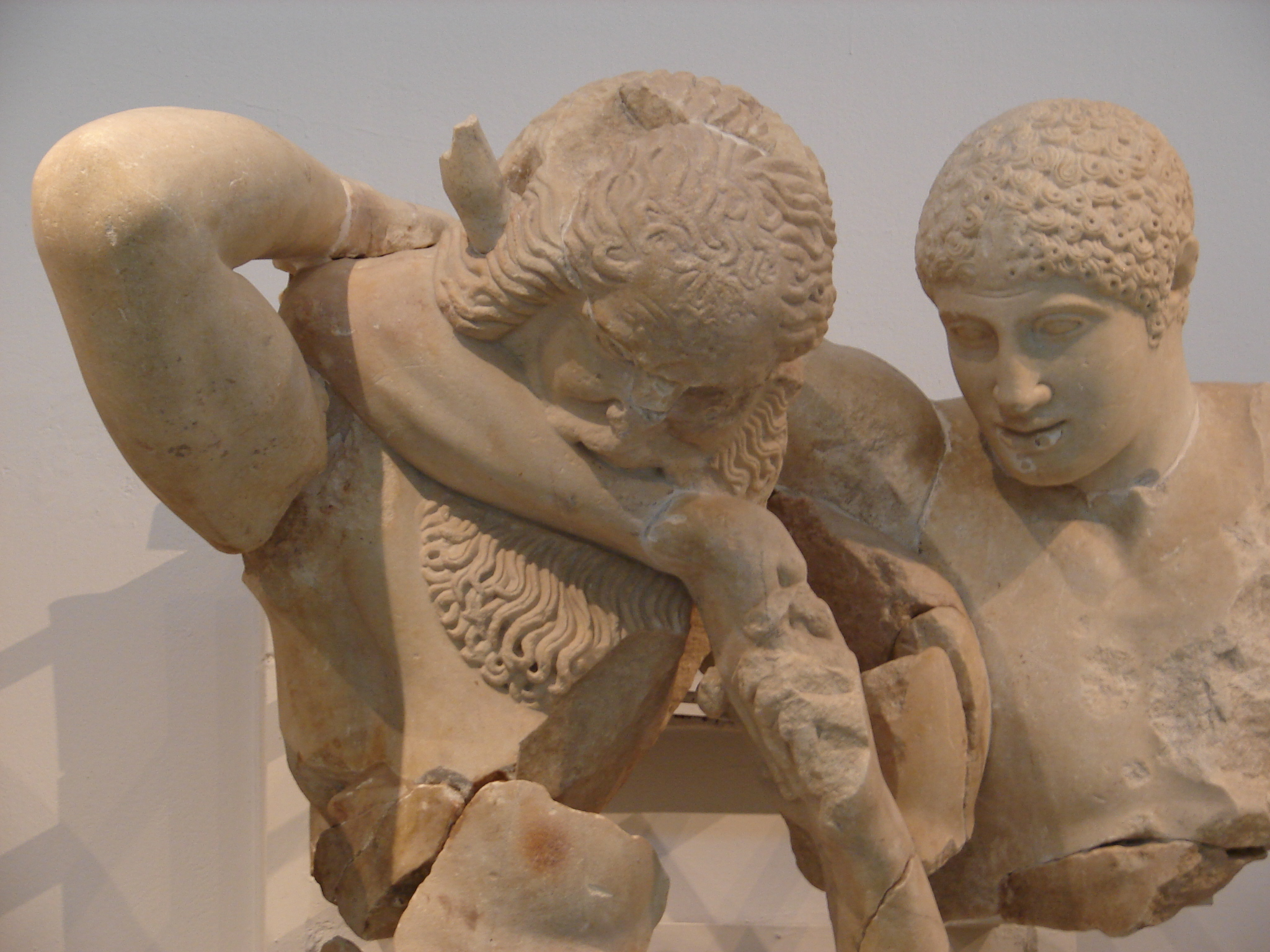
Detail der Beißer-Gruppe
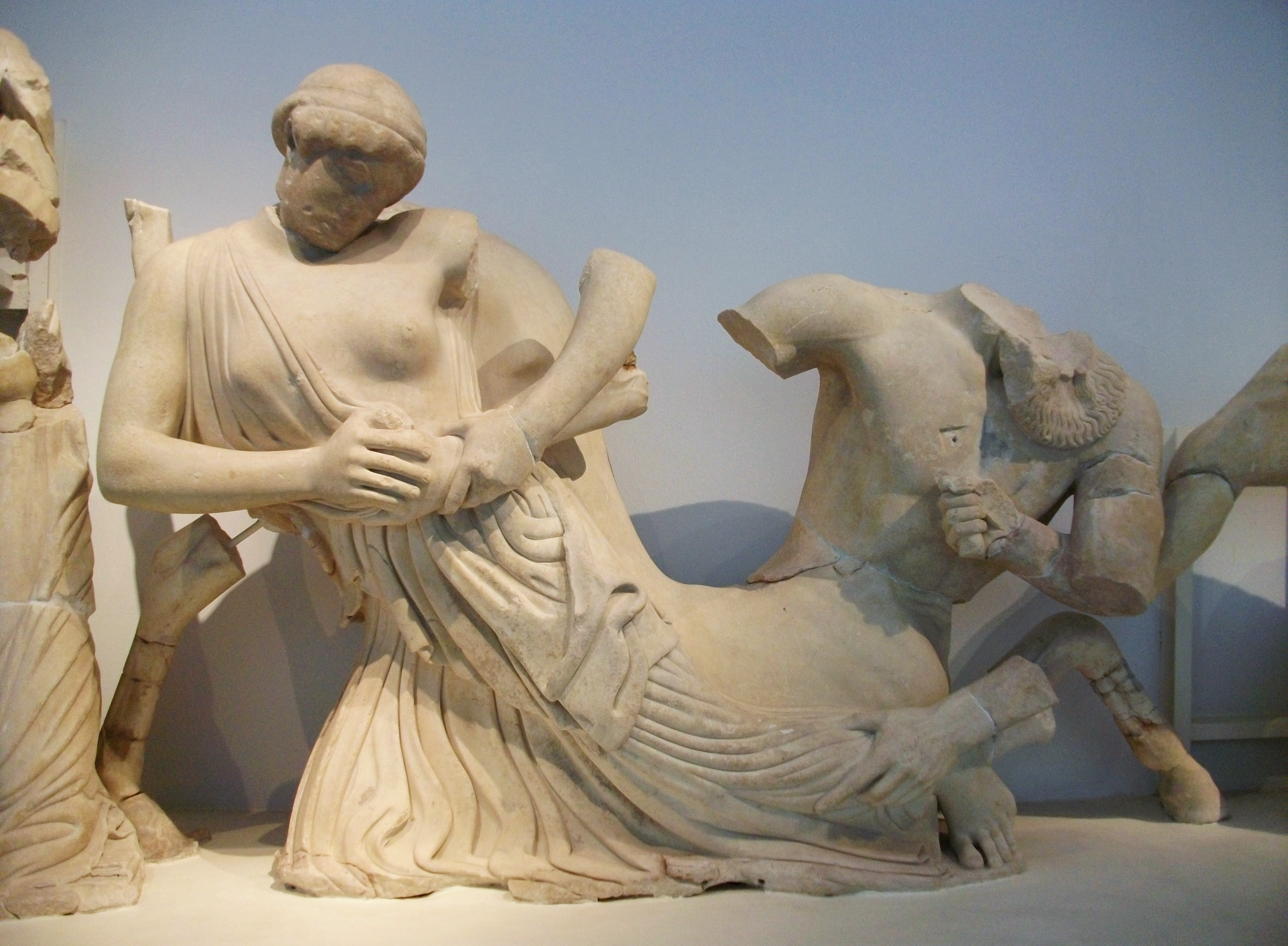
Die Stecher-Gruppe
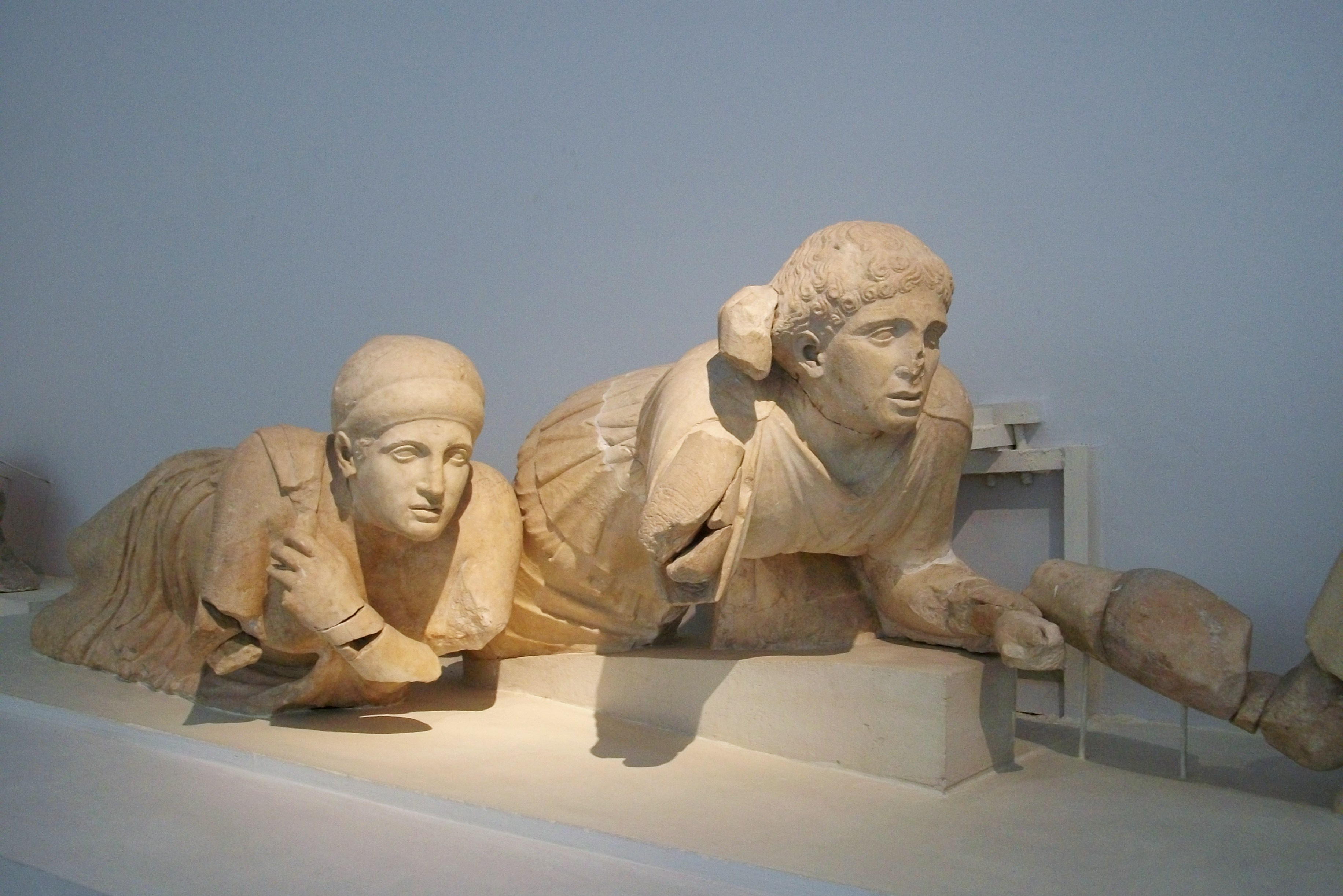
Lapithinnen, rechts antike Ersatzfigur

### Metopen
Für einen griechischen dorischen Tempel ungewöhnlich ist die Anbringung relieferter Metopen nur an den Gebälken über Pronaos und Opisthodom. Üblicherweise schmücken sie die Triglyphenfriese der Ringhalle eines Tempels. Die Beschränkung auf die zwölf Taten des Herakles, dessen Mythos eng mit der mythische Geschichte des Heiligtums in Olympia verknüpft ist, mag Anlass für diese Lösung gewesen sein. Der sogenannte Dodekathlos verteilt sich gleichmäßig über die zwölf zur Verfügung stehenden Metopenfelder und bringt je eine Tat selbst oder eine Handlung der zugehörigen Erzählung zur Darstellung. Immer sind nur zwei, in zwei Fällen drei am Geschehen Beteiligte in einem Bildfeld vereint. Die Reihenfolge der Metopen ist bei Pausanias überliefert, die Metopen selbst und ihre Bruchstücke wurden bei meist undokumentierten Ausgrabungen ab dem frühen 19. Jahrhundert gefunden. Die von der französischen Expédition scientifique de Morée des Jahres 1829 freigelegten Metopen befinden sich heute im Pariser Louvre.

#### Ostseite
Über dem Pronaos des Tempels waren von Nord nach Süd (also von rechts nach links) die folgenden Taten des Herakles zu sehen:

Herakles wie er im Beisein Athenas beginnt, den Stall des Augias auszumisten. Mit einer Brechstange ist er dabei, den Stall zu öffnen, um die Fluten des Alpheios und des Peneios durch den Stall zu leiten. Mit Kraft greift nach vorn gebeugt das hintere Griffende seines Werkzeugs in Schulterhöhe. Die widerstrebenden Diagonalen seines Körpers und seines Werkzeugs werden durch die mit einem Stab Anweisungen erteilende Athena noch unterstützt.
Es folgt die Überwältigung des Kerberos, den er an einer Leine aus der Unterwelt zieht. Das Ziehen des Kerberos spiegelt das Bewegungsmotiv der Augias-Metope, gleichwohl der Held auch hier Richtung Pronaosmitte drängt. Eine weitere Person ist anwesend.
Ruhig lastet auf der dritten Metope das Weltall auf Herakles’ mit einem Kissen zur Entlastung geschützten Schultern, mit leichter Hand unterstützt von der hinter ihm stehenden Athena. Der von rechts kommende Atlas bringt ihm die Goldenen Äpfel seiner Töchter, der Hesperiden. Damit dieser sie holen konnte, hatte Herakles die Last geschultert.
Auf der vierten Metope erschlägt Herakles den dreileibigen Geryoneus, dessen in der Darstellung kritischste Stelle, an der die drei Oberkörper der Hüfte entwachsen, hinter einem Schild verborgen sind. Die Aktion des Herakles, der mit seiner Keule zu einem heftigen Schlag ausholt, ist zur Tempelmitte orientiert.
Herakles, wie er eines der menschenfressenden Pferde des Diomedes bändigt, zeigt die fünfte Metope. Herakles frontal und in der Bildmitte stehend, zügelt das zur Friesmitte stürmende Pferd.
Die sechste Metope bringt den in ein Fass geflüchteten Eurystheus, in dessen Auftrag Herakles seine Aufgaben erledigen muss, zur Anschauung. Herakles schreitet von links kommend mit dem Erymanthischen Eber auf den Schultern auf Eurystheus zu.
Mit Ausnahme der Geryoneus-Metope, die Teil der Sammlung im Pariser Louvre ist, befinden sich alle Metopen der Ostseite im Archäologischen Museum von Olympia.

Die Metopen von der Ostseite des Zeustempels
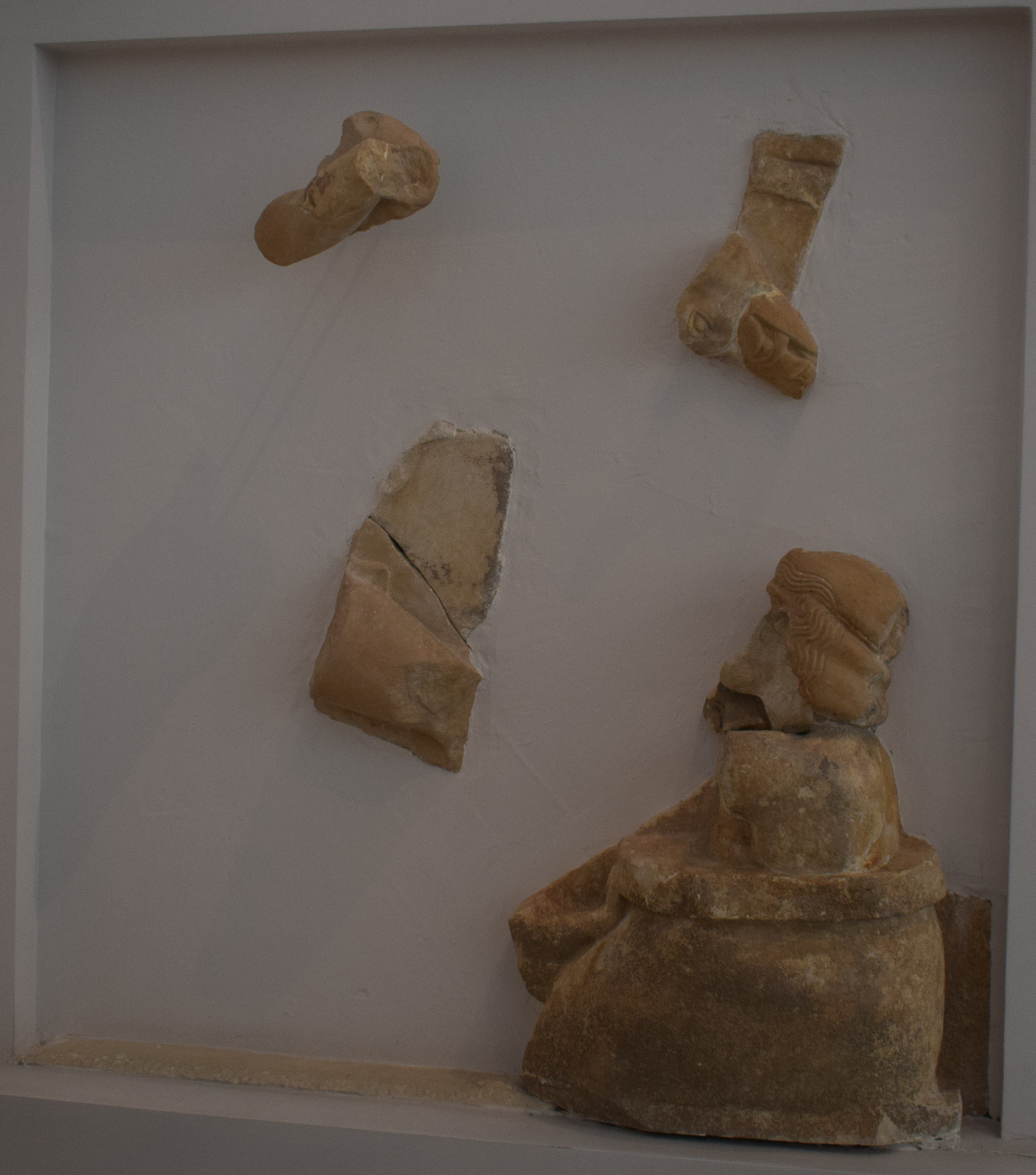
Herakles mit dem Erymanthischen Eber und Eurystheus
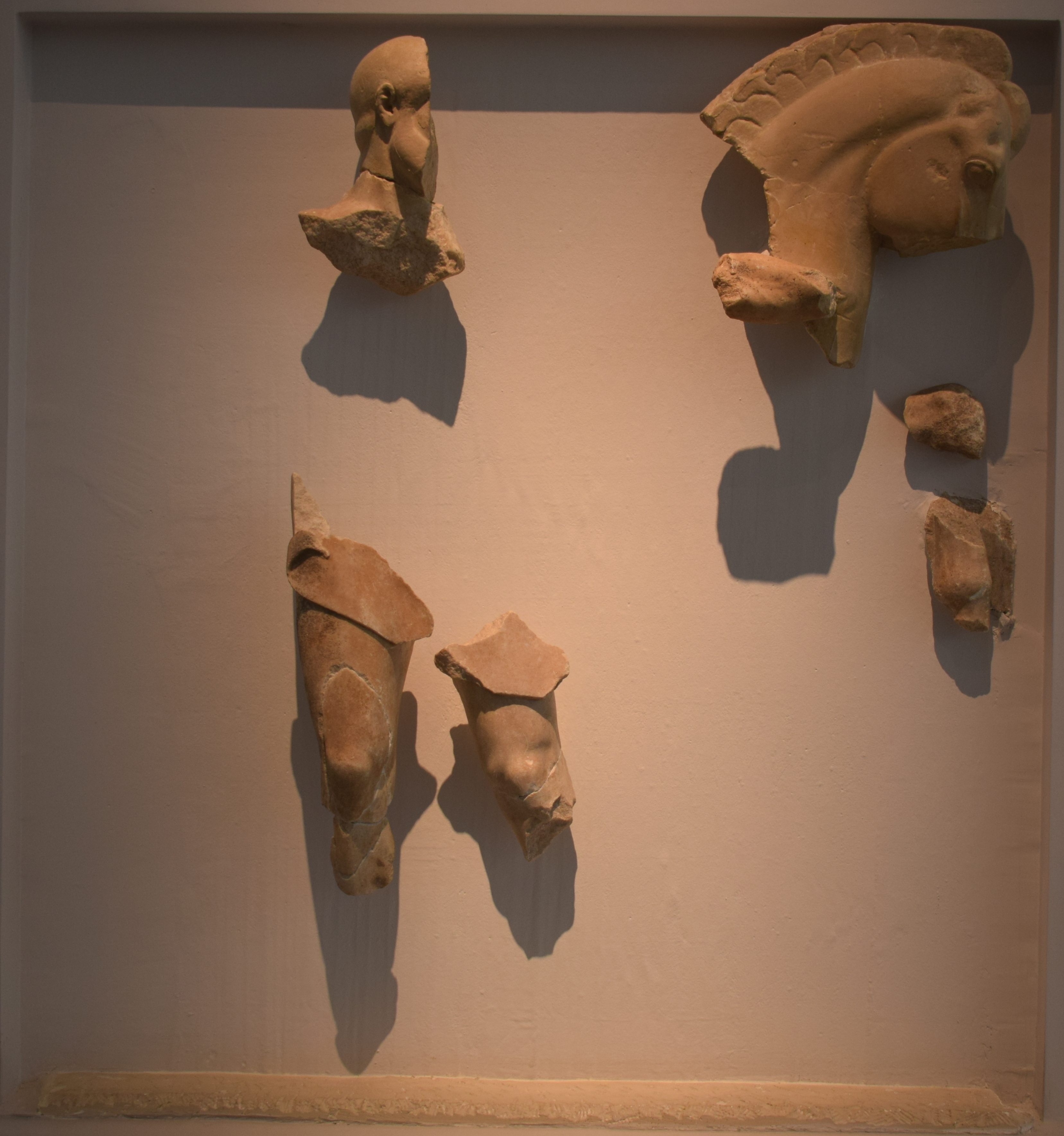
Herakles bändigt ein Pferd des Diomedes
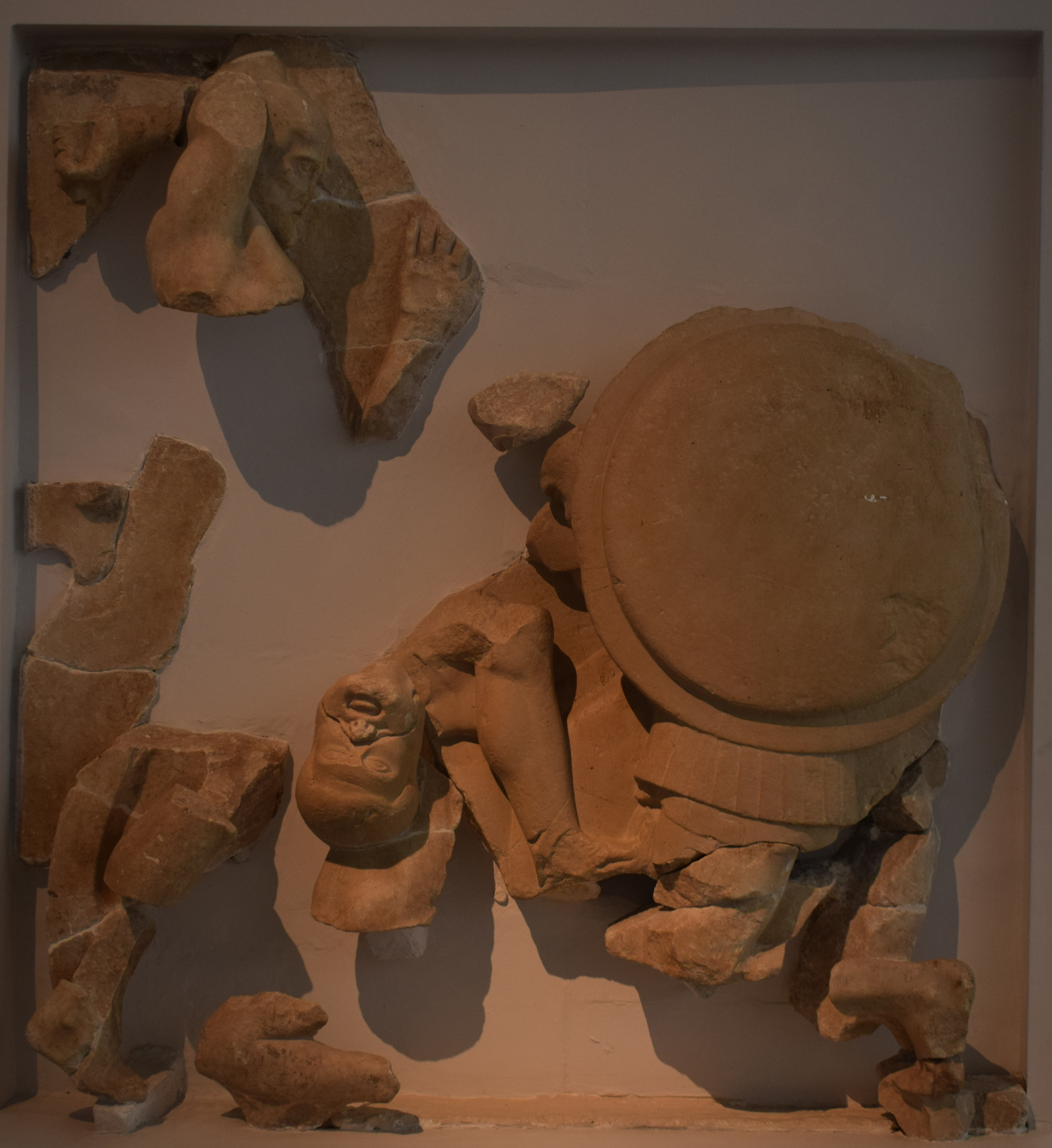
Herakles kämpft gegen Geryoneus
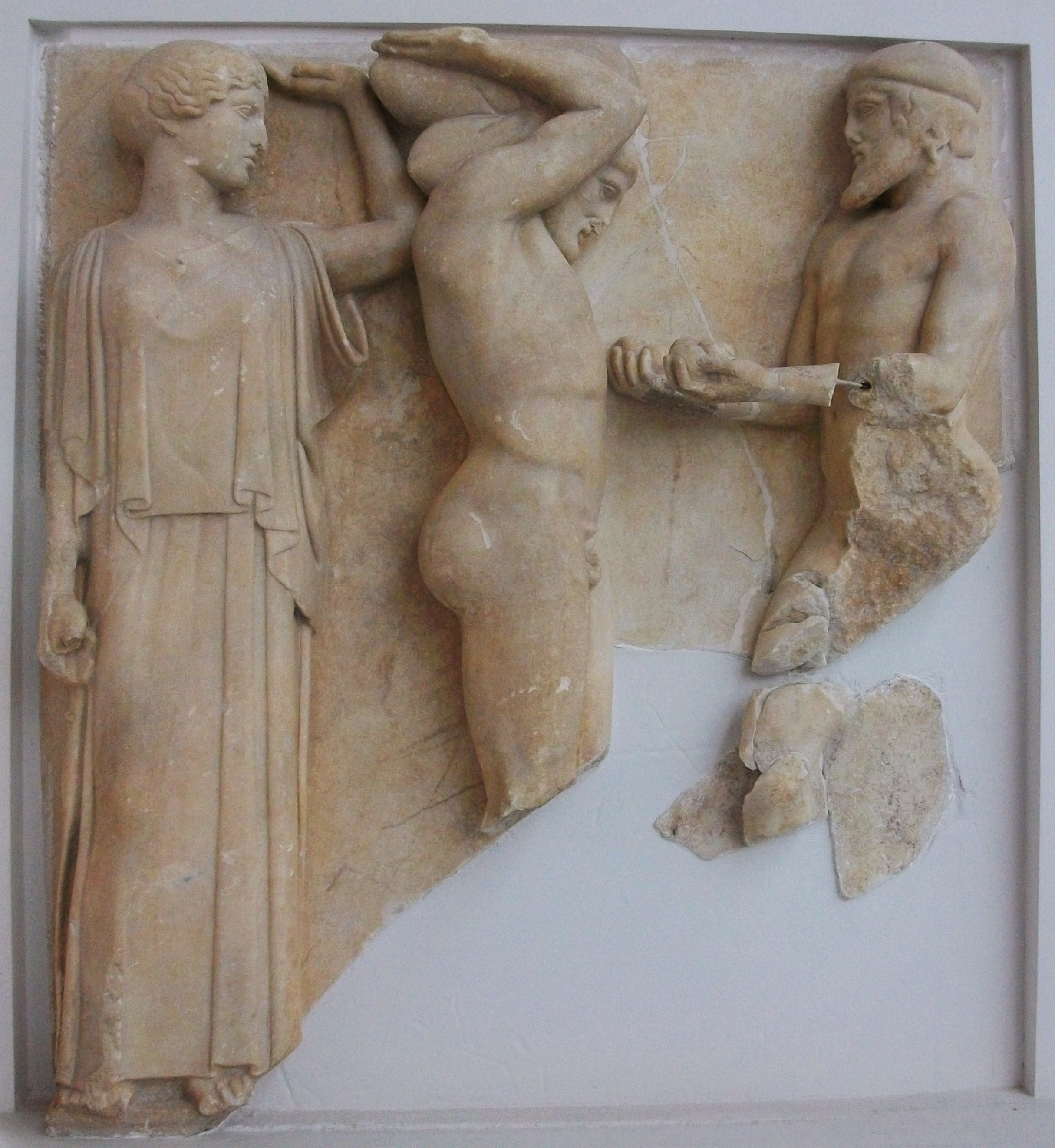
Atlas bringt Herakles die Goldenen Äpfel der Hesperiden
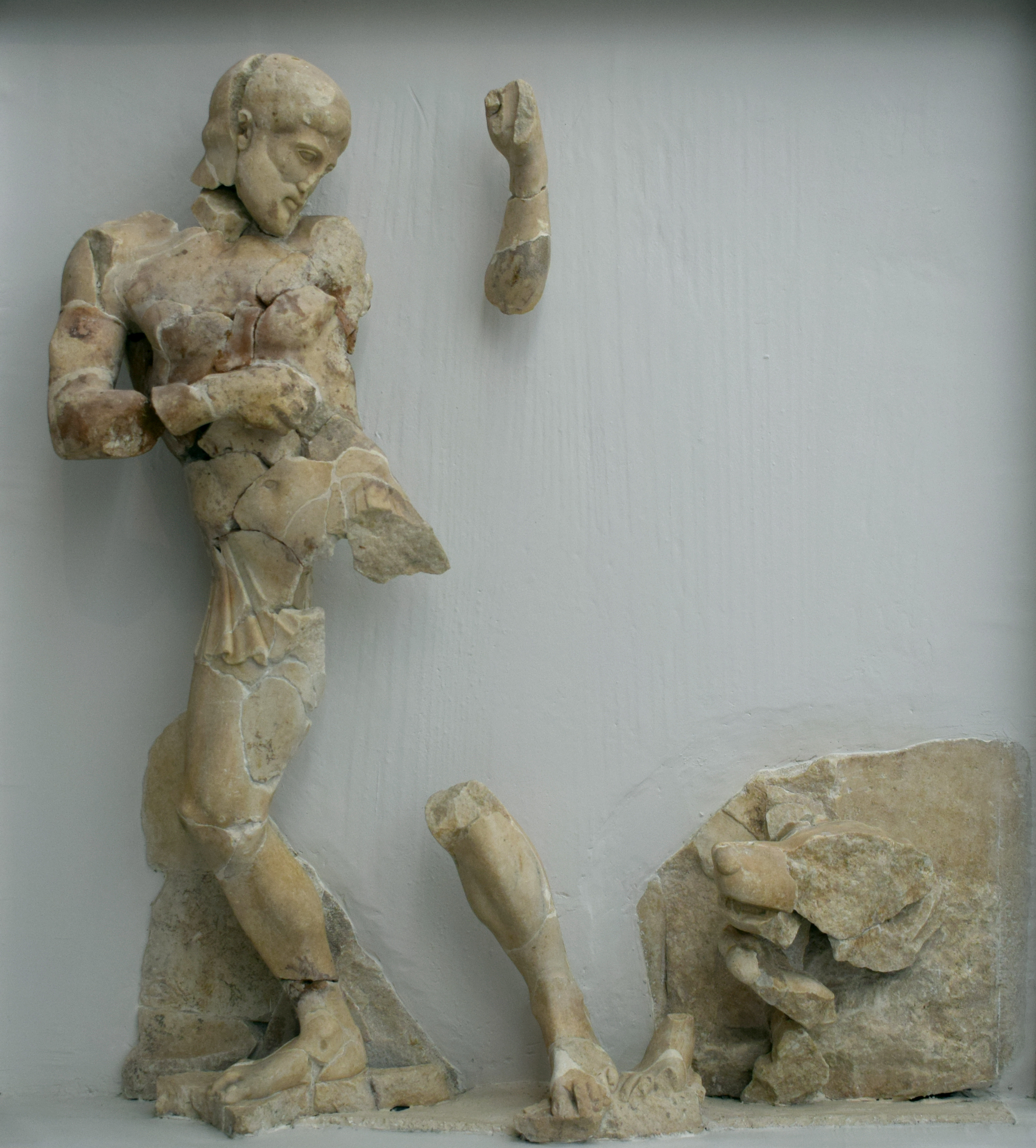
Herakles überwältigt den Kerberos
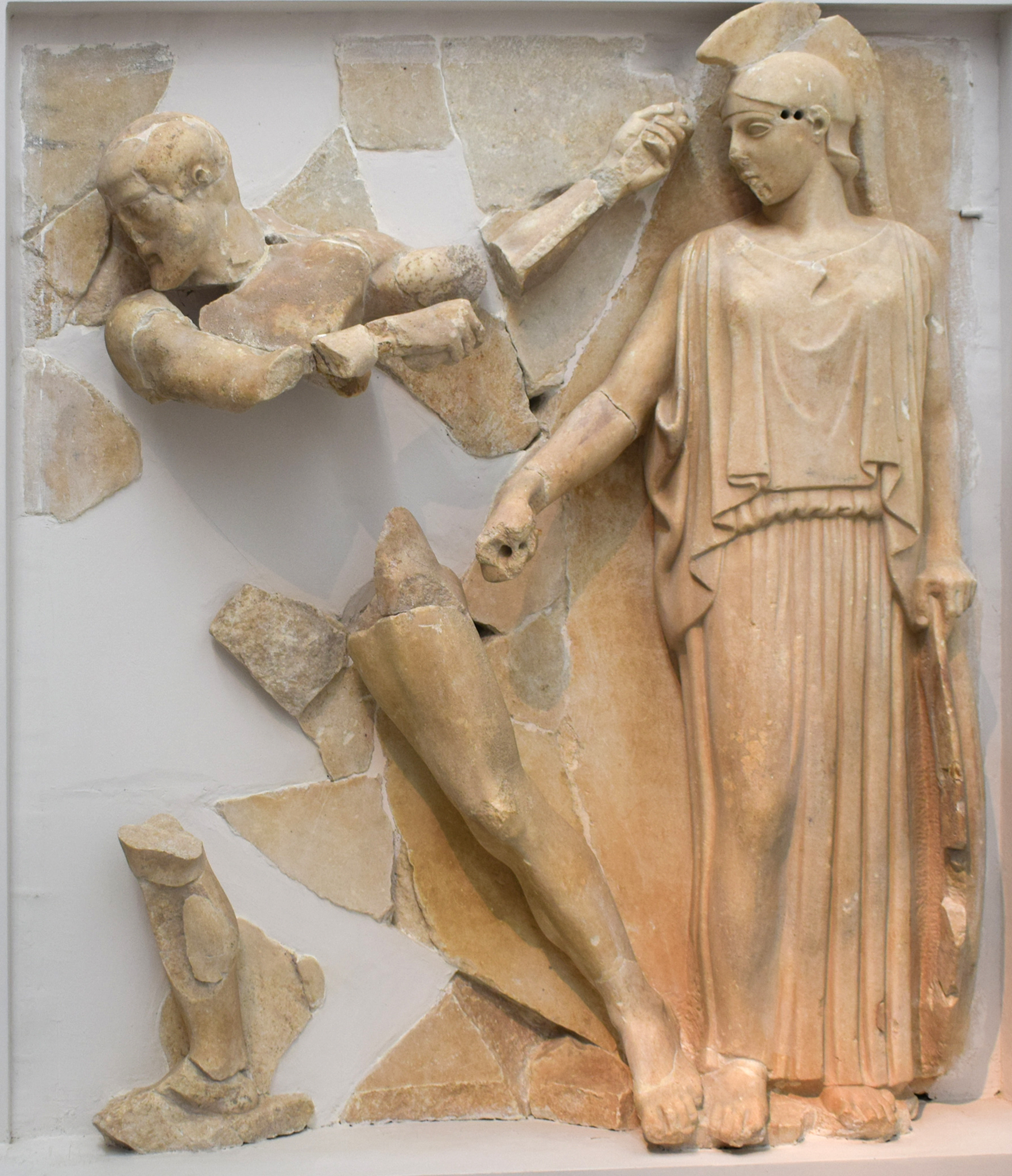
Herakles reinigt den Stall des Augias

#### Westseite
Über dem Opisthodom des Tempels waren von Süd nach Nord (rechts nach links) die folgenden Taten des Herakles zu sehen:
Herakles kämpft gegen die am Boden ausgestreckt liegende Königin der Amazonen Hippolyte, um ihr den Gürtel, den Admete, die Tochter des Eurystheus, für sich begehrt, abzunehmen. Die Bewegungsrichtung des Herakles ist wie der liegenden Amazone zur Friesmitte hin gerichtet. Hippolyte hebt in einem letzten Versuch ihren Schild, um den Angriff und Schlag des Herakles abzuwehren.
Die nächste Metope stellt die Überwältigung der Kerynitischen Hirschkuh dar. Herakles hatte sie über ein Jahr lang jagen müssen, hat sie nun aber auf den Boden gezwungen, zieht ihr den Kopf zurück und stemmt sich mit seinem rechten Knie auf ihren Rücken. Zurückgezogener Kopf der Hirschkuh und schräg nach links bewegter Herakles bilden zwei gegenläufige Diagonalen in der ganz auf die Metopenmitte konzentrierten Bildkomposition.
An einem Nasenring gezügelt, führt Herakles den sich immer noch wehrenden und nach rechts stürmenden Kretischen Stier auf der dritten Metope. Bezwungen, aber noch nicht gänzlich überwältigt, droht ihm der zur Friesmitte drängende Herakles mit weit ausholender Bewegung seiner Keule. Die Metope gehört zu den drei Metopen, die sich heute im Pariser Louvre befinden.
Ebenfalls im Louvre befindet sich der größere linke Teil der folgenden Metope. Herakles bringt Athena die toten Stymphalischen Vögel, die er mit ihrer Hilfe aufscheuchen und mit Pfeilen töten konnte. Die links auf einem Fels sitzende Athena wendet sich dem gerade angekommenen und ruhig dastehenden Herakles am rechten Bildrand zu. Während der Athena umfassende Metopenteil sich heute im Louvre befindet, wird der später gefundene Herakles im Archäologischen Museum von Olympia aufbewahrt.
Die vorletzte Metope der Westseite zeigt Herakles im Kampf mit der neunköpfigen Hydra. In seiner Rechten hält er die Fackel, mit der er die Stümpfe der bereits abgeschnittenen Köpfe ausbrennt, um ein Nachwachsen der Köpfe zu verhindern. Sein linker Fuß versucht dabei, den sich wehrenden Körper des Ungeheuers zu fixieren.
Den erschöpften Herakles schließlich zeigt die sechste Metope über dem Opisthodom. Herakles hat den Nemeischen Löwen erlegt und setzt seinen rechten Fuß auf das tote Tier. In die rechte Hand seines auf dem Knie aufgestützten Armes legt er erschöpft seinen Kopf, mit der Linken stützt er sich auf seine Keule. Von links ist Athena zu ihm getreten, ein weiterer Gott steht hinter ihm.

Die Metopen von der Westseite des Zeustempels
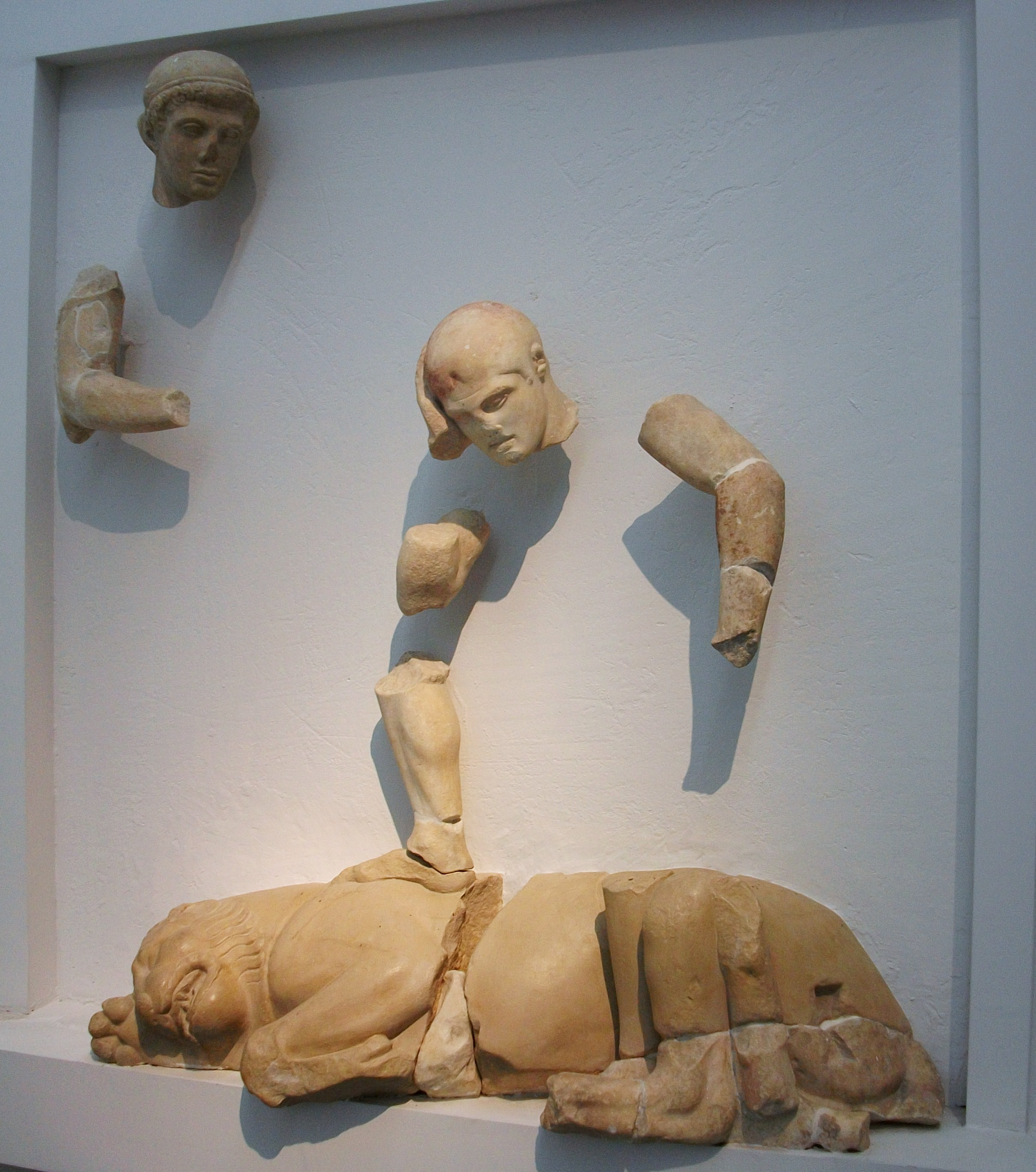
Herakles tötet den Nemeischen Löwen
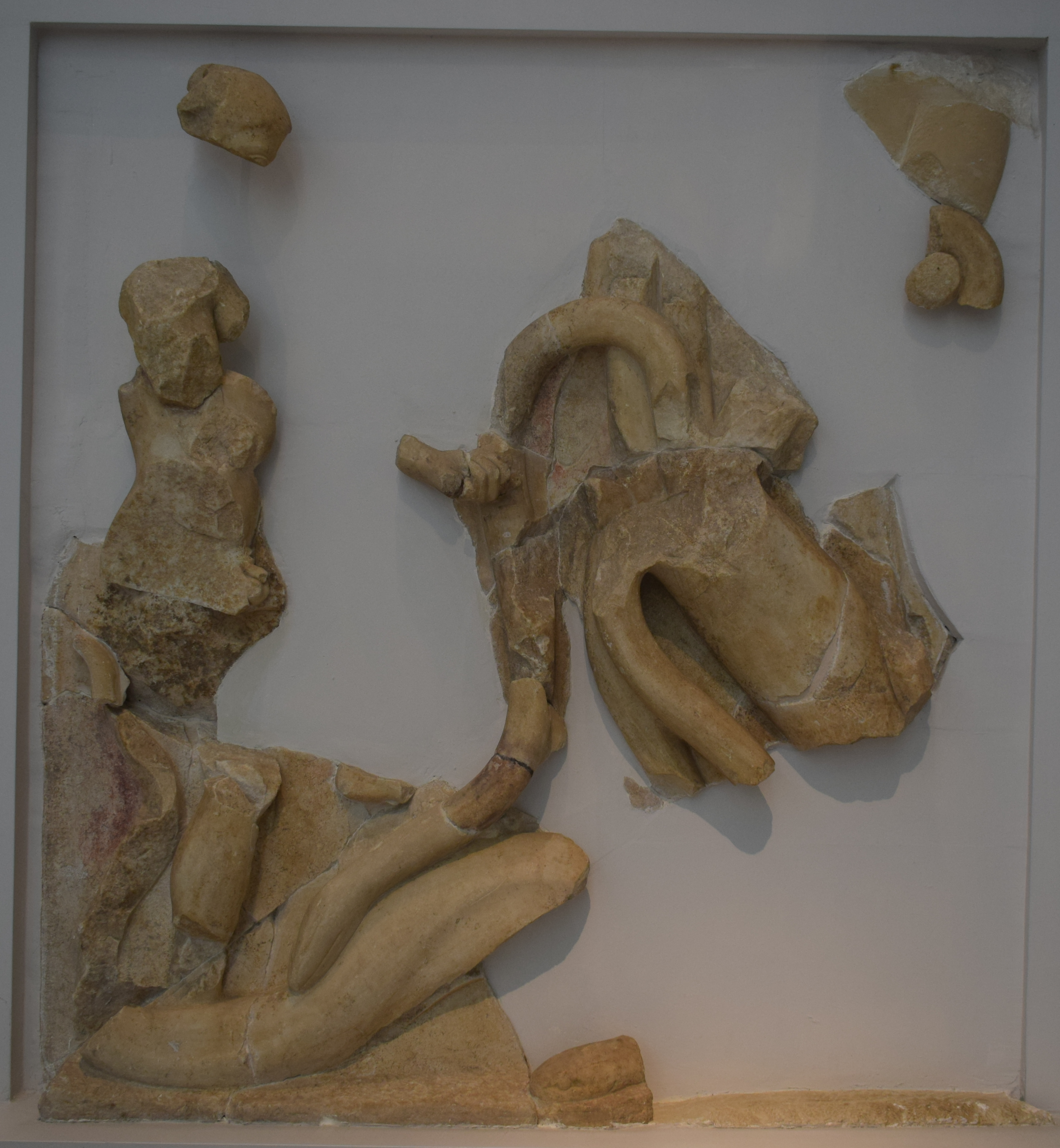
Herakles kämpft mit der neunköpfigen Hydra
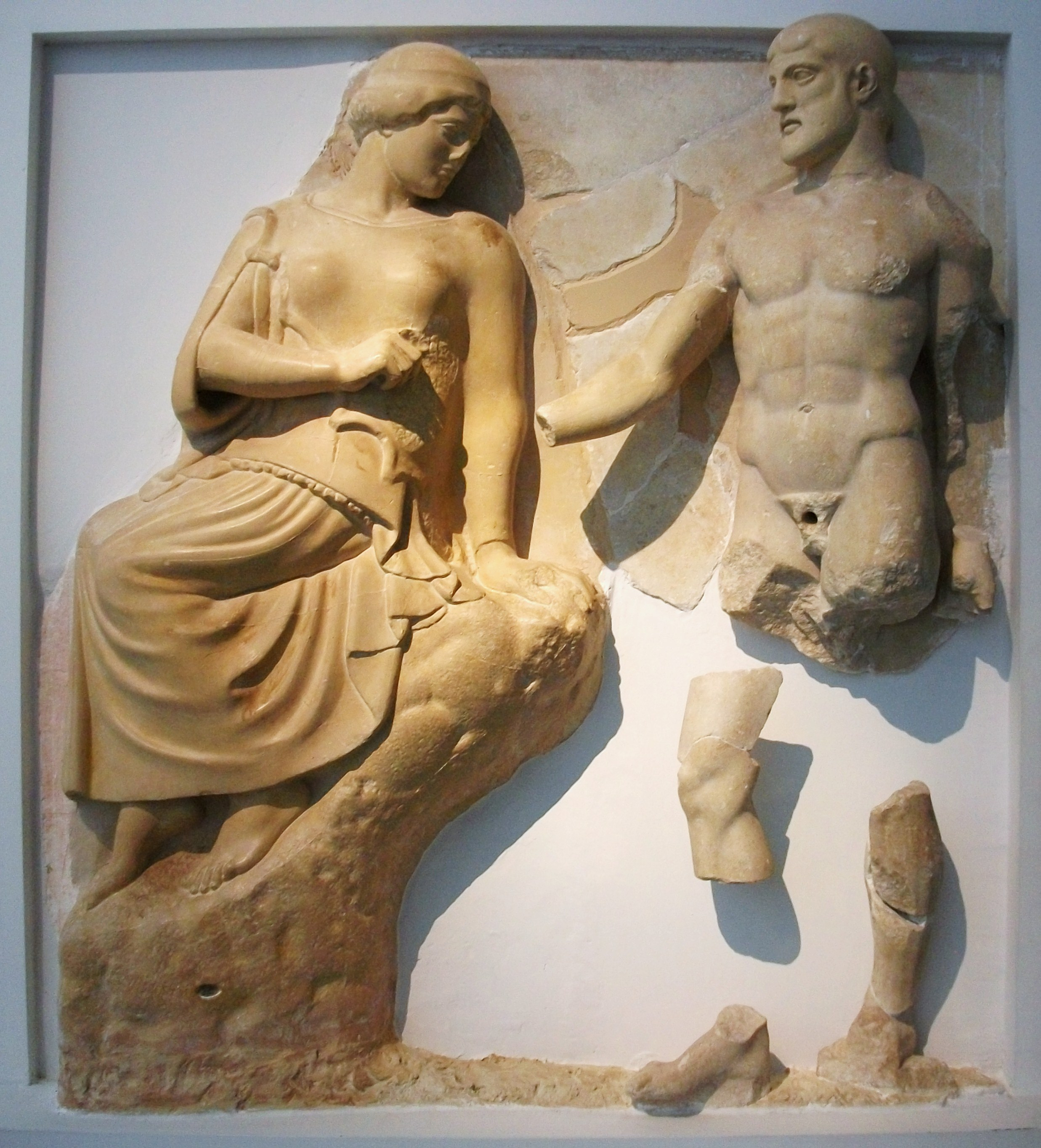
Herakles bringt Athena die Stymphalischen Vögel
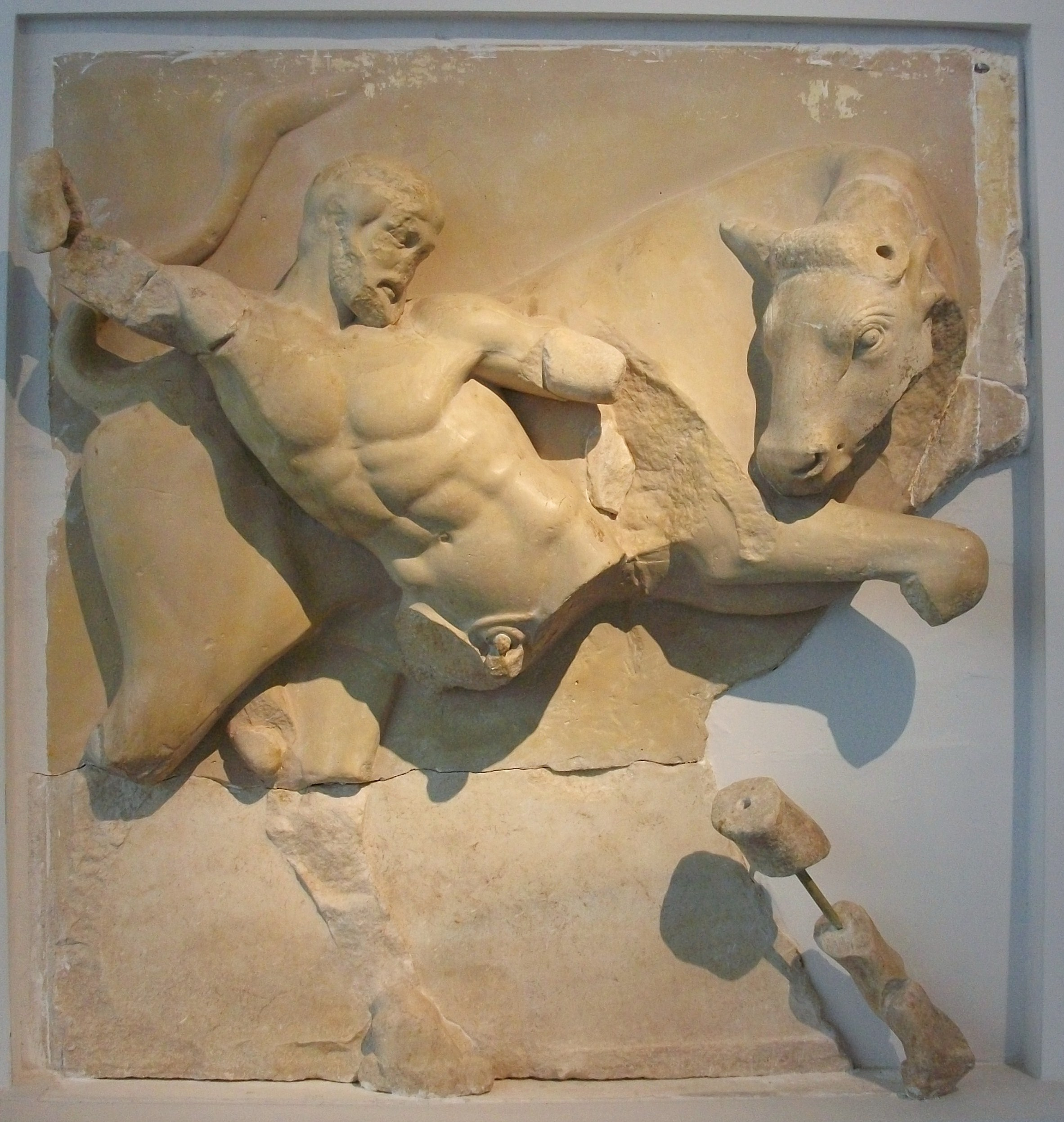
Herakles fängt den Kretischen Stier
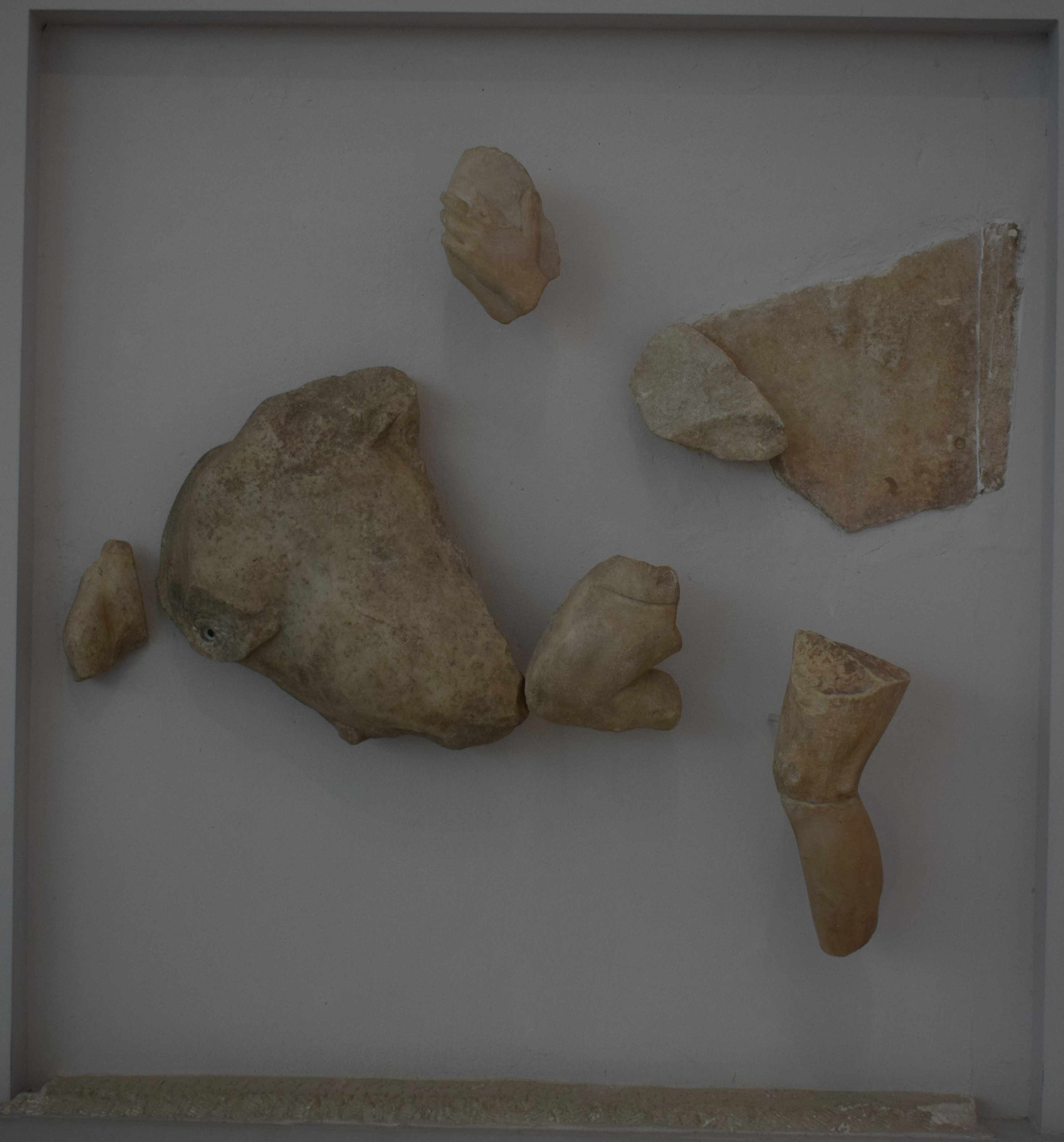
Herakles überwindet die kerynitische Hirschkuh
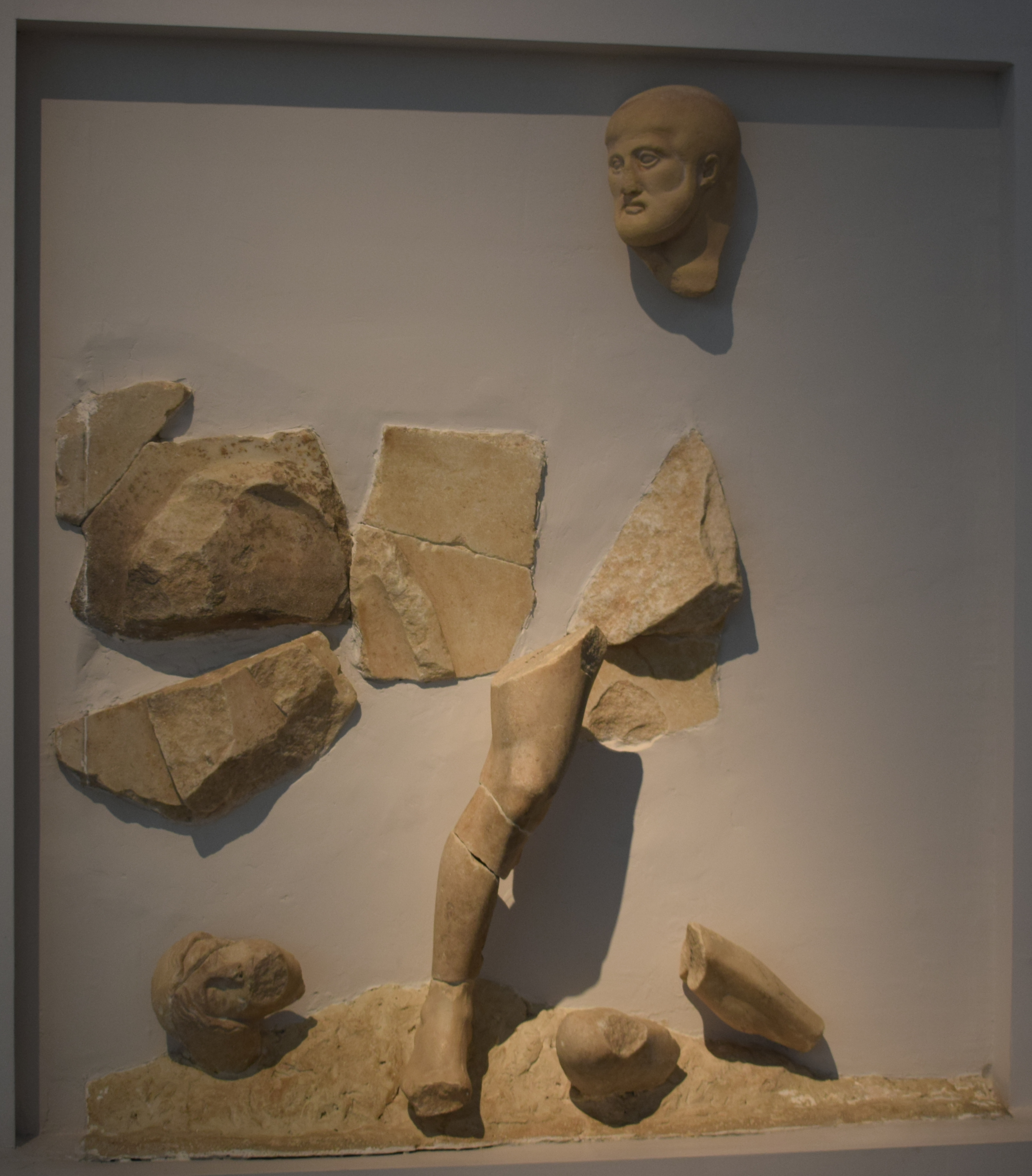
Herakles kämpft gegen Hippolyte

## Kultstatue

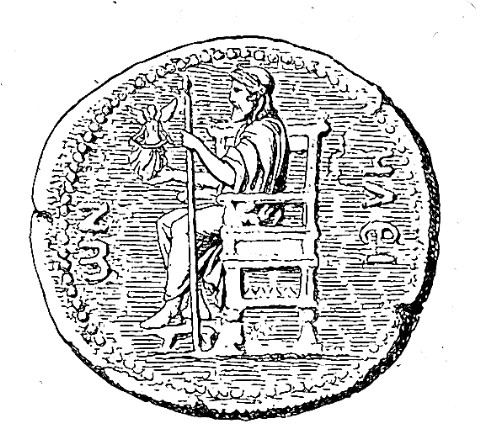
Abbildung der Zeusstatue auf einer Münze aus Elis

Im Zeustempel von Olympia befand sich die Zeus-Statue des Bildhauers Phidias, eines der Sieben Weltwunder der Antike. Basisbreite und Tempelinnenraum erlauben die Rekonstruktion einer 12 bis 13 Meter hohen Statue. Die Fundamente der Basis wurden nach Fertigstellung des Tempels verstärkt, waren also ursprünglich nicht für ein Standbild der später realisierten Ausmaße konzipiert. Zugleich wurde die Säulenaufstellung im Inneren der Cella leicht verändert.
Die Zeusstatue wurde erst ab 438 v. Chr., also fast zwanzig Jahre nach Ende der Bauarbeiten des Tempels, von Phidias geschaffen, der bis an sein Lebensende um 430 v. Chr. an dieser Statue, eines seiner größten Meisterwerke, arbeitete. Die Verzögerung gegenüber der Fertigstellung des Tempels wird einerseits mit Reparaturarbeiten nach einem schweren Erdbeben im 5. Jahrhundert v. Chr. zusammenhängen, kann aber andererseits auch in der politischen Situation in Griechenland nach Ende des ersten Peloponnesischen Krieges begründet liegen.
Repliken der Statue oder ihrer Teile sind nicht erhalten. Zahlreiche Münzemissionen der römischen Kaiserzeit bilden entweder den Kopf oder die ganze Statue des Zeus in Profil oder Dreiviertelansicht ab. Demnach war Zeus sitzend auf einem hohen Thron dargestellt. Seine Füße ruhten auf einem Schemel. In der rechten Hand hielt er eine geflügelte Nike, in der linken Hand eine aufgestützte Lanze. Sphingen sind unterhalb der Lehne dargestellt.
Der griechische Reiseschriftsteller Pausanias gibt eine ausführliche Beschreibung der Statue. Die Statue hatte demnach eine Höhe von über 12 m, war außen mit Gold, Elfenbein und Ebenholz verkleidet, war also chryselephantin. Sein Haar war langgelockt, darauf trug er einen Lorbeerkranz. Die Statue war mit Reliefs und Freiplastiken geschmückt. Bemalte Schranken aus der Hand des Panainos, der auch für die farbliche Gestaltung der Statue selbst verantwortlich zeichnete, hielten die Besucher auf Abstand.
Bereits im 2. Jahrhundert v. Chr. muss die Statue unter den klimatischen Bedingungen oder dem Einwirken von Erdbeben so gelitten haben, dass eine grundlegende Reparatur notwendig wurde, die Damophon ausführte. Im Jahr 40 n. Chr. scheiterte der römische Kaiser Caligula mit dem Versuch, die Statue nach Rom zu schaffen. Das weitere Schicksal der Statue ist unbekannt.